# Marinha Real Britânica
A Marinha Real Britânica (Royal Navy) é o ramo naval das forças armadas do Reino Unido e um componente do Serviço Naval de Sua Majestade. Embora os navios de guerra tenham sido usados pelos reis ingleses e escoceses desde o início do período medieval, os primeiros grandes combates marítimos foram travados na Guerra dos Cem Anos contra a França. A moderna Marinha Real tem suas origens no início do Século XVI; a mais antiga das forças armadas do Reino Unido, é consequentemente conhecida como Senior Service.
A partir de meados do Século XVII e ao longo do Século XVIII, a Marinha Real competiu com a Marinha Real Neerlandesa e mais tarde com a Marinha Nacional Francesa pela supremacia marítima. De meados do Século XVIII até a Segunda Guerra Mundial, era a marinha mais poderosa do mundo. A Marinha Real desempenhou um papel fundamental no estabelecimento e defesa do Império Britânico, e quatro colônias de fortalezas imperiais e uma série de bases imperiais e estações de carvão garantiram a capacidade da Marinha Real de afirmar a superioridade naval globalmente. Devido a esta proeminência histórica, é comum, mesmo entre os não-britânicos, referir-se a ela como “a Marinha Real” sem ressalvas. Após a Primeira Guerra Mundial, seu tamanho foi significativamente reduzido, embora no início da Segunda Guerra Mundial ainda fosse o maior do mundo. Durante a Guerra Fria, a Marinha Real transformou-se numa força principalmente antissubmarina, caçando submarinos soviéticos e principalmente ativos na lacuna GIUK. Após o colapso da União Soviética, o seu foco voltou às operações expedicionárias em todo o mundo e continua a ser uma das principais marinhas de águas azuis do mundo.
A Marinha Real mantém uma frota de navios, submarinos e aeronaves tecnologicamente sofisticados, incluindo 2 porta-aviões, 2 docas de transporte anfíbio, 4 submarinos de mísseis balísticos (que mantêm a dissuasão nuclear), 6 submarinos da frota nuclear, 6 destróieres de mísseis guiados, 11 fragatas, 9 navios de contramedidas de minas e 26 navios de patrulha. Em abril de 2023, havia 70 navios operacionais comissionados (incluindo submarinos, bem como um navio histórico, o HMS Victory) na Marinha Real, além de 13 navios da Royal Fleet Auxiliary (RFA). Existem também cinco navios da Marinha Mercante à disposição da RFA no âmbito de uma iniciativa de financiamento privado, enquanto os Serviços da Marinha civis operam embarcações auxiliares que apoiam ainda mais a Marinha Real em diversas capacidades. A RFA reabastece os navios de guerra da Marinha Real no mar e aumenta as capacidades de guerra anfíbia da Marinha Real por meio de seus três navios de desembarque da classe Bay. Também funciona como um multiplicador de força para a Marinha Real, muitas vezes realizando patrulhas que as fragatas costumavam fazer.
A Marinha Real faz parte do Serviço Naval de Sua Majestade, que também inclui os Royal Marines e o Royal Fleet Auxiliary. O chefe profissional do Serviço Naval é o First Sea Lord, Almirante e membro do Conselho de Defesa do Reino Unido. O Conselho de Defesa delega a gestão do Serviço Naval no Conselho do Almirantado, presidido pelo Secretário de Estado para a Defesa do Reino Unido. A Marinha Real opera a partir de três bases na Grã-Bretanha, onde estão baseados navios e submarinos comissionados: HMNB Portsmouth, HMNB Clyde e HMNB Devonport, sendo a última a maior base naval operacional da Europa Ocidental, bem como duas estações aéreas navais, RNAS Yeovilton e RNAS Culdrose, onde estão baseadas as aeronaves marítimas.

## Função
Como ramo marítimo das Forças Armadas, o RN desempenha várias funções. Tal como está hoje, o RN declarou as suas seis funções principais, conforme detalhado abaixo em termos gerais:
- Prevenção de Conflitos – A nível global e regional;
- Fornecendo Segurança no mar – Para garantir a estabilidade do comércio internacional no mar;
- Parcerias Internacionais – Para ajudar a cimentar a relação com os aliados do Reino Unido (como a OTAN);
- Manter a prontidão para lutar – Para proteger os interesses do Reino Unido em todo o mundo;
- Proteger a Economia – Salvaguardar rotas comerciais vitais para garantir a prosperidade econômica do Reino Unido e dos seus aliados no mar;
- Fornecer Ajuda humanitária – Para fornecer uma resposta rápida e eficaz às catástrofes globais.

## História
A Marinha Real Inglesa foi formalmente fundada em 1546 por Henrique VIII, embora o Reino da Inglaterra possuísse forças navais menos organizadas durante séculos antes disso.
A Royal Scots Navy (ou Old Scots Navy) teve suas origens na Idade Média até sua fusão com a Marinha Real Inglesa de acordo com os Atos de União de 1707.

### Frotas anteriores
Durante grande parte do período medieval, frotas ou "navios do rei" eram frequentemente estabelecidas ou reunidas para campanhas ou ações específicas, e estes se dispersariam depois. Geralmente eram navios mercantes alistados em serviço. Ao contrário de alguns estados europeus, a Inglaterra não manteve um pequeno núcleo permanente de navios de guerra em tempos de paz. A organização naval da Inglaterra era aleatória e a mobilização das frotas quando a guerra eclodiu foi lenta. O controle do mar só se tornou crítico para os reis anglo-saxões no Século X. No Século XI, Aethelred II teve uma grande frota construída por um imposto nacional. Durante o período do domínio dinamarquês no Século XI, as autoridades mantiveram uma frota permanente por meio de impostos, e isso continuou por um tempo sob Eduardo, o Confessor, que frequentemente comandava frotas pessoalmente. Após a conquista normanda da Inglaterra, o poder naval inglês diminuiu e a Inglaterra sofreu ataques navais dos vikings. Em 1069, isto permitiu a invasão e devastação da Inglaterra por Jarl Osborn, irmão do rei Svein Estridsson, e seus filhos.
A falta de uma marinha organizada atingiu o auge durante a Primeira Guerra dos Barões, em que o Príncipe Luís de França invadiu a Inglaterra em apoio aos barões do norte. Com o Rei João incapaz de organizar uma marinha, isso significou que os franceses desembarcaram em Sandwich sem oposição em abril de 1216. A fuga de João para Winchester e sua morte no final daquele ano deixaram o Conde de Pembroke como regente, e ele foi capaz de comandar navios para lutar contra os franceses na Batalha de Sandwich em 1217 – uma das primeiras grandes batalhas inglesas no mar. A eclosão da Guerra dos Cem Anos enfatizou a necessidade de uma frota inglesa. Os planos franceses para uma invasão da Inglaterra falharam quando Eduardo III destruiu a frota francesa na Batalha de Sluys em 1340. As forças navais inglesas não conseguiram evitar ataques frequentes aos portos da costa sul por parte dos franceses e dos seus aliados. Tais ataques só foram interrompidos com a ocupação do norte da França por Henrique V. Uma frota escocesa existia no reinado de Guilherme, o Leão. No início do Século XIII houve um ressurgimento do poder naval dos Vikings na região. Os vikings entraram em confronto com a Escócia pelo controle das ilhas embora Alexandre III tenha conseguido afirmar o controle escocês. A frota escocesa foi de particular importância na repulsão das forças inglesas no início do Século XIV.

### Era da Vela

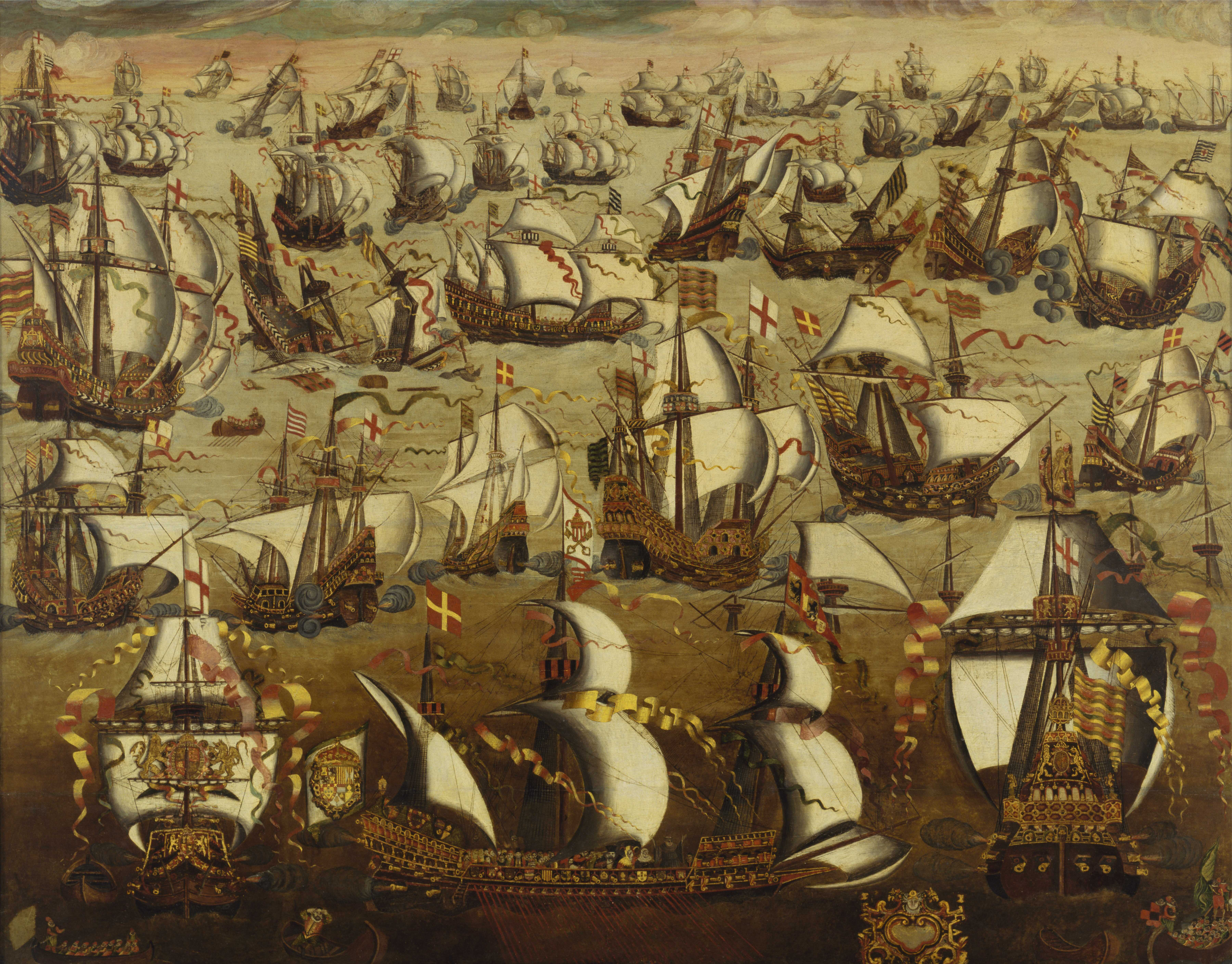
Um retrato do final do Século XVI da Armada Espanhola lutando contra navios de guerra da Marinha Real.

Uma "Marinha Real" permanente, com secretaria própria, estaleiros e um núcleo permanente de navios de guerra especialmente construídos, surgiu durante o reinado de Henrique VIII. Sob as ordens de Elizabeth I, a Inglaterra envolveu-se em uma guerra com a Espanha, que viu navios de propriedade privada combinarem-se com os navios da Rainha em ataques altamente lucrativos contra o comércio e as colônias espanholas. A Marinha Real foi então usada em 1588 para repelir a Armada Espanhola, mas a Armada Inglesa foi perdida no ano seguinte. Em 1603, a União das Coroas criou uma união pessoal entre a Inglaterra e a Escócia. Embora os dois tenham permanecido estados soberanos distintos por mais um século, as duas marinhas lutaram cada vez mais como uma força única. Durante o início do Século XVII, o poder naval relativo da Inglaterra deteriorou-se até que Carlos I empreendeu um grande programa de construção naval. Seus métodos de financiamento da frota contribuíram para a eclosão da Guerra Civil Inglesa e para a abolição da monarquia.
A Commonwealth substituiu muitos nomes e símbolos na nova Marinha da Commonwealth, associado à realeza e à alta igreja, e expandiu-a para se tornar o mais poderoso do mundo. A frota foi rapidamente testada na Primeira Guerra Anglo-Holandesa (1652–1654) e a Guerra Anglo-Espanhola (1654–1660), que viu a conquista da Jamaica e ataques bem-sucedidos às frotas de tesouros espanholas. A Restauração de 1660 viu Carlos II renomear novamente a Marinha Real, e iniciou o uso do prefixo HMS. A Marinha permaneceu uma instituição nacional e não uma posse da Coroa como era antes. Após a Revolução Gloriosa de 1688, a Inglaterra juntou-se à Guerra da Grande Aliança, que marcou o fim da breve preeminência da França no mar e o início de uma supremacia britânica duradoura.
Em 1707, a marinha escocesa uniu-se à Marinha Real inglesa. Nos navios de guerra escoceses, a Cruz de Santo André foi substituída pela Union Jack. Nos navios ingleses, as insígnias vermelhas, brancas ou azuis tiveram a Cruz de São Jorge da Inglaterra removida do cantão e as cruzes combinadas da bandeira da União colocadas em seu lugar. Ao longo dos Séculos XVIII e XIX, a Marinha Real foi a maior força marítima do mundo, manter a superioridade em financiamento, táticas, treinamento, organização, coesão social, higiene, apoio logístico e design de navios de guerra. O acordo de paz após a Guerra da Sucessão Espanhola  (1702–1714) concedeu à Grã-Bretanha os territórios de Gibraltar e Menorca, fornecendo à Marinha bases no Mediterrâneo. A expansão da Marinha Real encorajaria a colonização britânica das Américas, com a América Britânica (do Norte) se tornando uma fonte vital de madeira para a Marinha Real. Houve uma derrota durante o cerco frustrado de Cartagena das Índias em 1741. Uma nova tentativa francesa de invadir a Grã-Bretanha foi frustrada pela derrota da sua frota de escolta na extraordinária Batalha da Baía de Quiberon em 1759, lutou em condições perigosas. Em 1762 o reinício das hostilidades com Espanha levou à captura britânica de Manila e de Havana, junto com uma frota espanhola abrigada lá. A supremacia naval britânica poderia, no entanto, ser desafiada ainda neste período por coligações de outras nações, como visto na Guerra da Independência Americana. Os Estados Unidos eram aliados da França, a Holanda e a Espanha também estavam em guerra com a Grã-Bretanha. Na Batalha de Chesapeake, a frota britânica não conseguiu levantar o bloqueio francês, resultando na rendição de todo um exército britânico em Yorktown.
As Guerras Revolucionárias Francesas e Napoleônicas (1793–1801, 1803–1814 e 1815) viram a Marinha Real atingir um pico de eficiência, dominando as marinhas de todos os adversários da Grã-Bretanha, que passou a maior parte da guerra bloqueado no porto. Sob o comando de Lord Nelson, a marinha derrotou a frota combinada franco-espanhola em Trafalgar (1805). Navios de linha e até fragatas, bem como mão de obra, foram priorizados para a guerra naval na Europa, no entanto, deixando apenas navios menores na Estação América do Norte e outras estações menos ativas, e uma forte dependência do trabalho impressionado. Isso resultaria em problemas no combate às grandes e bem armadas fragatas da Marinha dos Estados Unidos que superavam os navios da Marinha Real em ações de oponente único, bem como os corsários dos Estados Unidos, quando a Guerra Anglo-Americana de 1812 eclodiu simultaneamente com a guerra contra a França napoleônica e seus aliados. A Marinha Real ainda desfrutava de uma vantagem numérica sobre os ex-colonos do Atlântico, e de sua base nas Bermudas bloqueou a costa atlântica dos Estados Unidos durante a guerra e executou (com unidades do corpo militar da Marinha Real, da Marinha Colonial, do Exército Britânico e do Conselho de Artilharia) várias operações anfíbias, principalmente a campanha de Chesapeake. Nos Grandes Lagos, porém, a Marinha dos Estados Unidos estabeleceu uma vantagem.

### Isolação esplêndida
Em 1860, o príncipe Alberto de Saxe-Coburgo-Gota escreveu ao secretário dos Negócios Estrangeiros, John Russell, 1.º Conde Russell, com a sua preocupação sobre "uma desgraça perfeita para o nosso país, e particularmente para o Almirantado". A política declarada de construção naval da monarquia britânica era aproveitar as vantagens das mudanças tecnológicas e, assim, ser capaz de implantar um novo sistema de armas que poderia defender os interesses britânicos antes que outros recursos nacionais e imperiais sejam razoavelmente mobilizados. No entanto, os contribuintes britânicos examinaram minuciosamente o progresso na modernização da Marinha Real, de modo a garantir que o dinheiro dos contribuintes não fosse desperdiçado.
Entre 1815 e 1914 a Marinha teve poucas ações sérias devido à ausência de qualquer oponente forte o suficiente para desafiar o seu domínio, embora não tenha sofrido os cortes drásticos que as diversas forças militares sofreram no período de austeridade econômica que se seguiu ao fim das Guerras Napoleônicas e da Guerra Americana de 1812 (quando o Exército Britânico e o corpo militar do Conselho de Artilharia foram reduzidos, enfraquecendo as guarnições em todo o Império, a Milícia tornou-se um tigre de papel e a Força Voluntária e as unidades Fencible se desfizeram, embora o Yeomanry tenha sido mantido como apoio à polícia). A Grã-Bretanha confiou, ao longo do Século XIX e na primeira metade do Século XX, em colônias-fortalezas imperiais (originalmente Bermudas, Gibraltar, Halifax, Nova Escócia e Malta, embora o controle militar na Nova Escócia tenha passado para o novo governo de domínio após a Confederação do Canadá de 1867 e o controle naval do Halifax Yard foi transferido para a nova Marinha Real Canadense em 1905) como bases para esquadrões navais com armazéns e estaleiros. Estes permitiram o controle não apenas do Atlântico, mas presumiu-se também dos outros oceanos. Antes da década de 1920, presumia-se que as únicas marinhas que poderiam desafiar a Marinha Real pertenciam às nações do Oceano Atlântico ou dos seus mares conectados. A Grã-Bretanha confiaria em Malta, no Mar Mediterrâneo, para projetar energia para o Oceano Índico e para o oeste do Oceano Pacífico através do Canal de Suez após a sua conclusão em 1869 e contando com a amizade e os interesses comuns entre a Grã-Bretanha e os Estados Unidos (que controlavam o trânsito através do Canal do Panamá, concluído em 1914) durante e após a Primeira Guerra Mundial, nas Bermudas para projetar poder em toda a extensão do Atlântico Ocidental, incluindo o Mar do Caribe e o Golfo do México, e o Pacífico oriental, do Ártico à Antártida – originalmente, a área controlada pelas Bermudas (e Halifax até 1905) era a América do Norte, até a década de 1820, em seguida, absorveu a Estação Jamaica para se tornar a Estação América do Norte e Índias Ocidentais, e após a Primeira Guerra Mundial absorveu o leste do Oceano Pacífico e o oeste do Atlântico Sul para se tornar a Estação América e Índias Ocidentais até 1956.
Durante este período, a guerra naval passou por uma transformação abrangente, provocada pela propulsão a vapor, construção de navios metálicos e munições explosivas. Apesar de ter de substituir completamente a sua frota de guerra, a Marinha conseguiu manter a sua esmagadora vantagem sobre todos os potenciais rivais. Devido à liderança britânica na Revolução Industrial, o país gozava de capacidade de construção naval e de recursos financeiros incomparáveis, o que garantia que nenhum rival pudesse tirar partido destas mudanças revolucionárias para anular a vantagem britânica no número de navios. Em 1889, o Parlamento aprovou a Lei de Defesa Naval, que adotou formalmente o 'padrão de duas potências', que estipulava que a Marinha Real deveria manter um número de navios de guerra pelo menos igual à força combinada das próximas duas maiores marinhas. O final do Século XIX assistiu a mudanças estruturais e os navios mais antigos foram desmantelados ou colocados em reserva, disponibilizando fundos e mão de obra para navios mais novos. O lançamento do HMS Dreadnought em 1906 tornou obsoletos todos os navios de guerra existentes. A transição, nesta altura, do carvão para o óleo combustível para a produção de caldeiras encorajaria a Grã-Bretanha a expandir a sua posição nos antigos territórios otomanos no Médio Oriente, especialmente no Iraque.

### Exploração

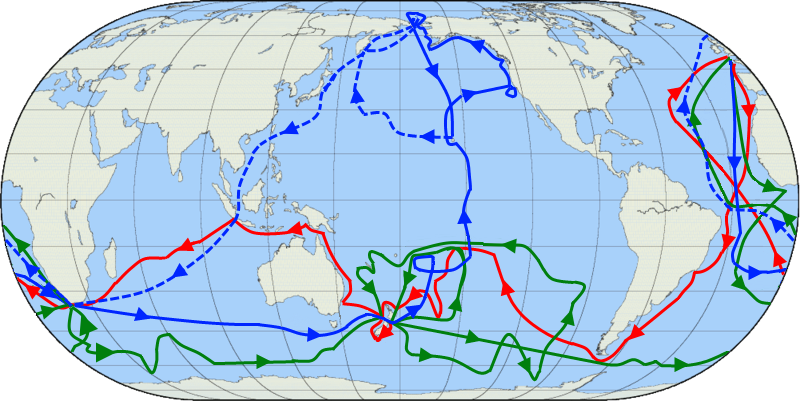
As rotas das três viagens do capitão da Marinha Real James Cook.

A Marinha Real desempenhou um papel histórico em várias grandes explorações globais de ciência e descoberta. A partir do Século XVIII muitas grandes viagens foram encomendadas muitas vezes em cooperação com a Royal Society, como a expedição da Passagem do Noroeste de 1741. James Cook liderou três grandes viagens com objetivos como descobrir a Terra Australis, observando o Trânsito de Vênus e procurando a indescritível Passagem Noroeste, essas viagens são consideradas como tendo contribuído para o conhecimento e a ciência mundiais.
No final do Século XVIII, durante uma viagem de quatro anos, o capitão George Vancouver fez mapas detalhados da costa oeste dos Estados Unidos. No Século XIX, Charles Darwin fez novas contribuições à ciência durante a segunda viagem do HMS Beagle. A expedição de Ross à Antártica fez várias descobertas importantes em biologia e zoologia. Várias viagens da Marinha Real terminaram em desastre, como as de Franklin e Scott. Entre 1872 e 1876, o HMS Challenger empreendeu a primeira expedição global de pesquisa marinha, a Expedição Challenger.

### Primeira Guerra Mundial

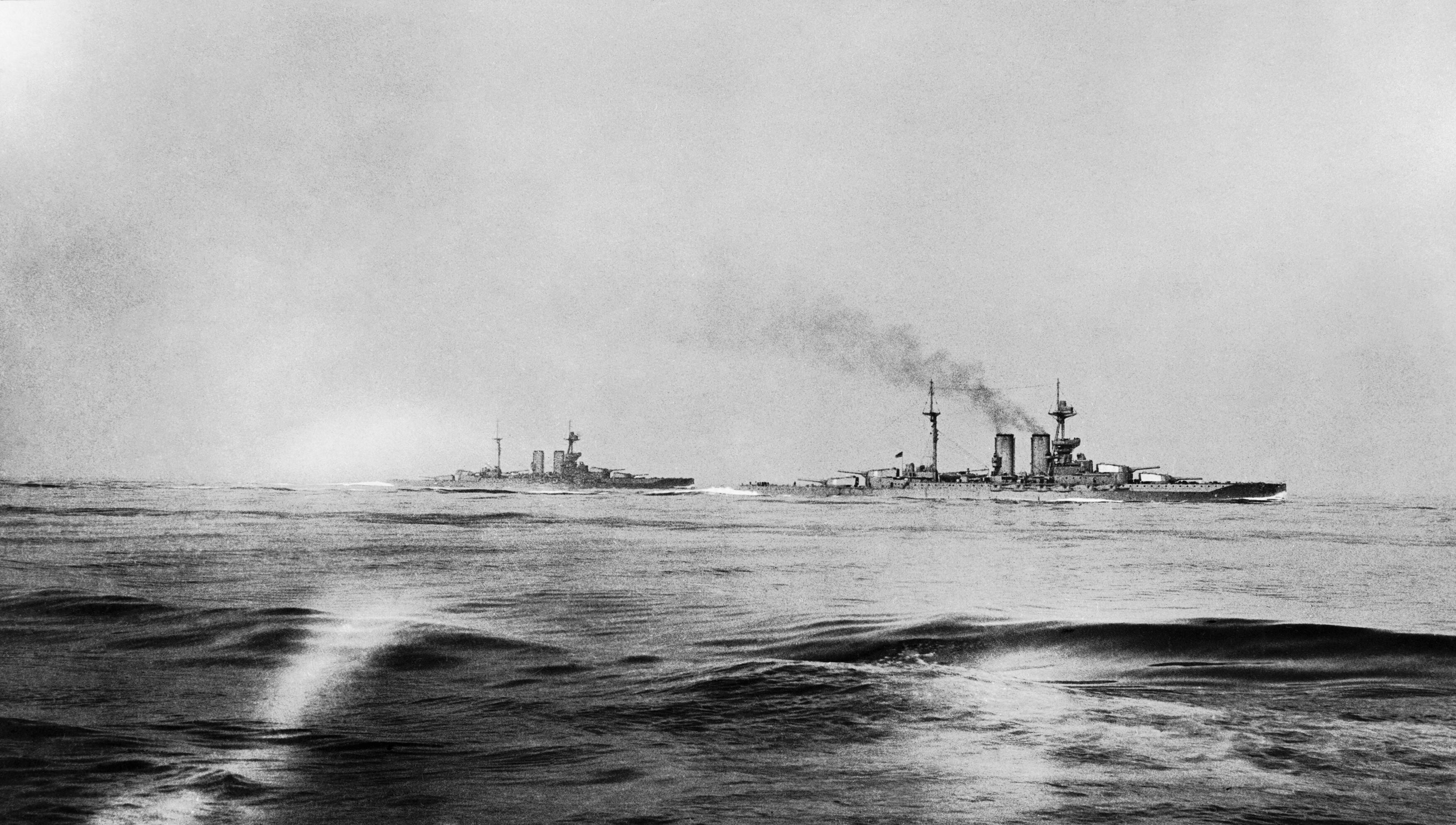
e, vistos do na Batalha da Jutlândia.

Durante a Primeira Guerra Mundial a força da Marinha Real foi principalmente implantada em casa na Grande Frota, confrontando a Frota Alemã de Alto Mar no Mar do Norte. Vários confrontos inconclusivos ocorreram entre eles, principalmente a Batalha da Jutlândia em 1916. A vantagem de combate britânica revelou-se intransponível, levando a Frota de Alto Mar a abandonar qualquer tentativa de desafiar o domínio britânico. A Marinha Real comandada por John Jellicoe também tentou evitar o combate e permaneceu no porto de Scapa Flow durante grande parte da guerra. Isto era contrário às expectativas generalizadas antes da guerra de que, no caso de um conflito continental, a Grã-Bretanha forneceria principalmente apoio naval às potências da Tríplice Entente, enviando no máximo apenas um pequeno exército terrestre. No entanto a Marinha Real desempenhou um papel importante na segurança das Ilhas Britânicas e do Canal da Mancha, nomeadamente transportando toda a Força Expedicionária Britânica para a Frente Ocidental sem a perda de uma única vida no início da guerra.
A Marinha Real, no entanto, permaneceu ativa em outros teatros, principalmente no Mar Mediterrâneo, onde travaram as campanhas dos Dardanelos e Galípoli em 1914 e 1915. Os cruzadores britânicos caçaram invasores comerciais alemães nos oceanos do mundo em 1914 e 1915, incluindo as batalhas de Coronel, Ilhas Malvinas, Cocos e Delta de Rufiji, entre outras.

### Período entreguerras
No final da Primeira Guerra Mundial, a Marinha Real permaneceu de longe a Marinha mais poderosa do mundo, maior do que a Marinha dos Estados Unidos e a Marinha Nacional Francesa juntas, e duas vezes maior que a Marinha Imperial Japonesa e a Marinha Real Italiana combinadas. Seu antigo principal concorrente, a Marinha Imperial Alemã, foi destruída no final da guerra. No período entreguerras, a Marinha Real foi destituída de grande parte do seu poder. Os Tratados Navais de Washington e Londres impuseram o desmantelamento de alguns navios capitais e limitações a novas construções.
A falta de uma fortaleza imperial na região da Ásia, no Oceano Índico e do Oceano Pacífico sempre foi uma fraqueza ao longo do Século XIX, já que as ex-colônias norte-americanas que se tornaram os Estados Unidos da América multiplicaram-se em direção à costa do Pacífico da América do Norte, e o Império Russo e o Império Japonês tinham portos no Pacífico e começaram a construir grandes frotas modernas que entraram em guerra entre si em 1904. A dependência da Grã-Bretanha em Malta, através do Canal de Suez, à medida que a fortaleza imperial mais próxima era melhorada, contando com a amizade e os interesses comuns que se desenvolveram entre a Grã-Bretanha e os Estados Unidos durante e após a Primeira Guerra Mundial, com a conclusão do Canal do Panamá em 1914, permitindo que os cruzadores baseados nas Bermudas alcancem com mais facilidade e rapidez o leste do Oceano Pacífico (após a guerra, a Estação da América do Norte e Índias Ocidentais da Marinha Real, baseada nas Bermudas, foi consequentemente redesignada como estação da América e Índias Ocidentais, incluindo uma divisão sul-americana). O poder ascendente e a crescente beligerância do Império Japonês após a Primeira Guerra Mundial no entanto resultaram na construção da Base Naval de Singapura, que foi concluído em 1938, menos de quatro anos antes do início das hostilidades com o Japão durante a Segunda Guerra Mundial.
Em 1932, o motim de Invergordon ocorreu na Frota do Atlântico devido ao corte salarial proposto pelo Governo Nacional de 25%, que acabou sendo reduzido para 10%. As tensões internacionais aumentaram em meados da década de 1930 e o rearmamento da Marinha Real estava bem encaminhado em 1938. Além da nova construção vários navios de guerra, antigos cruzadores de batalha e cruzadores pesados existentes foram reconstruídos e o armamento antiaéreo foi reforçado, enquanto novas tecnologias, como ASDIC, Huff-Duff e hidrofones, foram desenvolvidas.

### Segunda Guerra Mundial
No início da Segunda Guerra Mundial, em 1939, a Marinha Real ainda era a maior do mundo, com mais de 1 400 navios. A Marinha Real forneceu cobertura crítica durante a Operação Dínamo as evacuações britânicas de Dunquerque, e como impedimento final para uma invasão alemã da Grã-Bretanha durante os quatro meses seguintes. A Luftwaffe, sob o comando de Hermann Göring, tentou obter a supremacia aérea sobre o sul da Inglaterra na Batalha da Grã-Bretanha a fim de neutralizar a Frota Doméstica, mas enfrentou forte resistência da Força Aérea Real (RAF). A ofensiva de bombardeio da Luftwaffe durante a fase Kanalkampf da batalha teve como alvo comboios e bases navais, a fim de atrair grandes concentrações de caças da RAF para uma guerra de desgaste. Em Taranto, o almirante Cunningham comandou uma frota que lançou o primeiro ataque naval totalmente aéreo da história. A Marinha Real sofreu pesadas perdas nos primeiros dois anos da guerra. Mais de 3 000 pessoas morreram quando o navio de tropas convertido RMS Lancastria foi afundado em junho de 1940, o maior desastre marítimo da história da Grã-Bretanha. A luta mais crítica da Marinha foi a Batalha do Atlântico, defendendo as linhas vitais de abastecimento comercial da Grã-Bretanha na América do Norte contra-ataques de submarinos. Um sistema de comboio tradicional foi instituído desde o início da guerra, mas as táticas submarinas alemãs Rudeltaktik, foram muito mais eficazes do que na guerra anterior e a ameaça permaneceu séria durante mais de três anos.

### Guerra Fria
Após a Segunda Guerra Mundial, o declínio do Império Britânico e as dificuldades econômicas na Grã-Bretanha forçaram a redução do tamanho e da capacidade da Marinha Real. Em vez disso, a Marinha dos Estados Unidos assumiu o papel de potência naval global. Desde então, os governos têm enfrentado pressões orçamentais crescentes, em parte devido ao custo crescente dos sistemas de armas.
Em 1981, o Secretário de Defesa, John Nott, defendeu e iniciou uma série de cortes na Marinha. A Guerra das Malvinas, no entanto, provou ser uma necessidade para a Marinha Real recuperar uma capacidade expedicionária e costeira que, com os seus recursos e estrutura da época, seria difícil. No início da década de 1980, a Marinha Real era uma força focada na guerra antisubmarina em águas azuis. O seu objetivo era procurar e destruir submarinos soviéticos no Atlântico Norte, e operar a força submarina de dissuasão nuclear. A Marinha recebeu suas primeiras armas nucleares com a introdução do primeiro submarino da classe Resolution armado com o míssil Polaris.

### Pós-Guerra Fria
Após a conclusão do colapso da União Soviética e o fim da Guerra Fria em 1991, a Marinha Real começou a experimentar um declínio gradual no tamanho da sua frota de acordo com a mudança no ambiente estratégico em que operava. Embora navios novos e mais capazes sejam continuamente colocados em serviço, como os porta-aviões da classe Queen Elizabeth, submarinos da classe Astute, e destróieres Type 45, o número total de navios e submarinos operados continuou a diminuir constantemente. Isso causou um debate considerável sobre o tamanho da Marinha Real. Um relatório de 2013 concluiu que a Marinha Real já era demasiado pequena e que a Grã-Bretanha teria de depender dos seus aliados se os seus territórios fossem atacados.
Os custos financeiros associados à dissuasão nuclear, incluindo atualizações e substituições de mísseis Trident, tornaram-se uma questão cada vez mais significativa para a Marinha.

## Ativos e recursos

### Pessoal

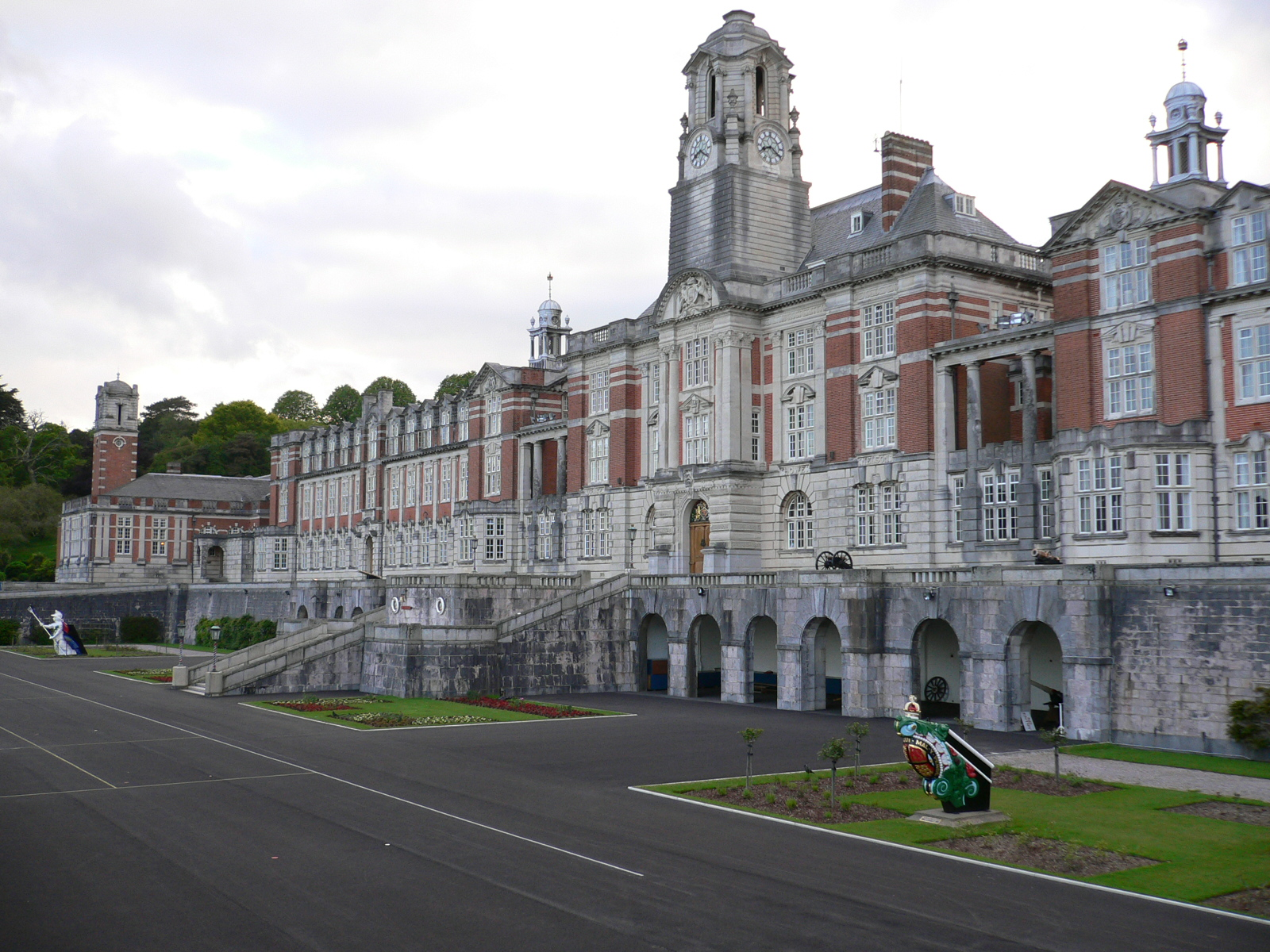
Britannia Royal Naval College em Dartmouth, Devon.

O HMS Raleigh em Torpoint, Cornualha, é o centro de treinamento básico para classificações recém-alistadas. O Britannia Royal Naval College em Dartmouth, Devon, é o estabelecimento inicial de treinamento de oficiais da Marinha Real. O pessoal é dividido em um ramo de guerra, que inclui Warfare Officers (anteriormente chamados de seamen officers) e Naval Aviators, bem como outros ramos, incluindo os Royal Naval Engineers, Royal Navy Medical e Logistics Officers (anteriormente chamados de Supply Officers). Os oficiais e subalternos atuais têm vários uniformes diferentes; alguns são projetados para serem usados a bordo de navios, outros em terra ou em tarefas cerimoniais. As mulheres começaram a ingressar na Marinha Real em 1917 com a formação do Women's Royal Naval Service (WRNS), que foi dissolvida após o fim da Primeira Guerra Mundial em 1919. Foi reativada em 1939 e o WRNS continuou até a dissolução em 1993, como resultado da decisão de integrar plenamente as mulheres nas estruturas da Marinha Real. As mulheres agora servem em todas as seções da Marinha Real, incluindo nos Royal Marines.
Em agosto de 2019, o Ministério da Defesa publicou números que mostram que a Marinha Real e os Royal Marines tinham 29 090 funcionários treinados a tempo inteiro, em comparação com uma meta de 30 600. Em 2023, foi relatado que a Marinha Real estava enfrentando desafios significativos de recrutamento, com uma queda líquida de cerca de 1 600 efetivos (4% da força) de meados de 2022 a meados de 2023. Isto representava um problema significativo na capacidade da Marinha de cumprir os seus compromissos.
Em dezembro de 2019, o First Sea Lord Almirante Tony Radakin, delineou uma proposta para reduzir em cinco o número de contra-almirantes no Comando da Marinha. As armas de combate (excluindo o Comandante do Royal Marines) seria reduzido para Comodoro (1 estrela), a classificação e as flotilhas de superfície seriam combinadas. O treinamento seria concentrado sob o Comandante da Frota.

### Frota de superfície

#### Porta-aviões

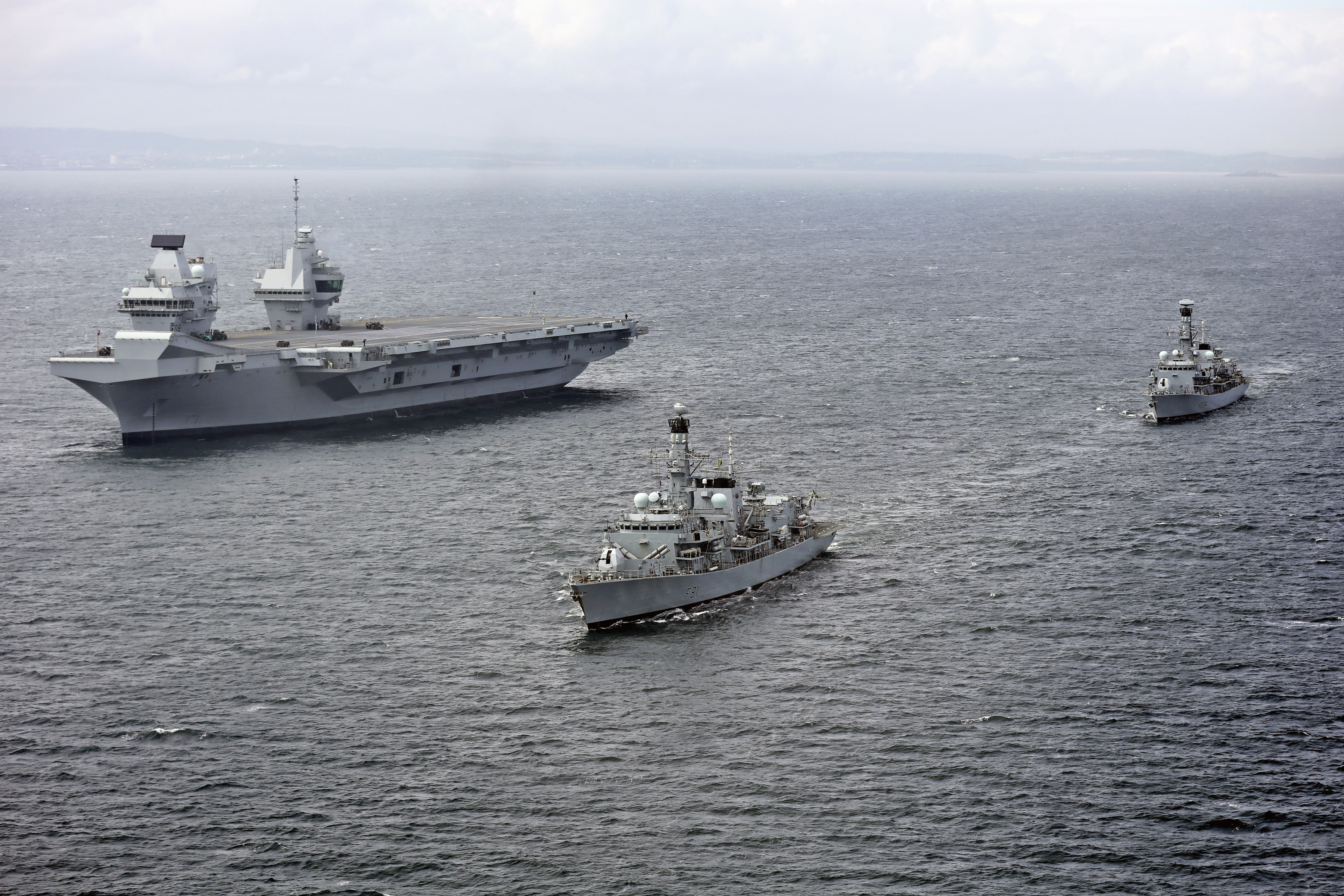
, um porta-aviões da classe Queen Elizabeth, em testes no mar em junho de 2017.

A Marinha Real possui dois porta-aviões da classe Queen Elizabeth. Cada um custou £ 3 bilhões e desloca 65 000 toneladas (64 000 toneladas longas; 72 000 toneladas curtas). O primeiro, o HMS Queen Elizabeth, iniciou testes de voo em 2018. Ambos se destinam a operar a variante STOVL do F-35 Lightning II. O Queen Elizabeth iniciou os testes no mar em junho de 2017, foi comissionada no final daquele ano e entrou em serviço em 2020, enquanto o segundo, HMS Prince of Wales, iniciou testes no mar em 22 de setembro de 2019, foi comissionado em dezembro de 2019 e declarado operacional em outubro de 2021. Os porta-aviões formam uma parte central do UK Carrier Strike Group, juntamente com navios de escolta e de apoio.

#### Guerra anfíbia
Os navios de guerra anfíbios em serviço atual incluem duas docas de plataforma de pouso (HMS Albion e HMS Bulwark). Embora a sua função principal seja conduzir a guerra anfíbia, também foram destacados para missões de ajuda humanitária.

#### Unidadeclearance diving
A unidade clearance diver da Marinha Real, o Fleet Diving Squadron, foi reorganizado e renomeado como Diving and Threat Exploitation Group em 2022. O grupo consiste em cinco esquadrões: Alpha, Bravo, Charlie, Delta e Echo. A Marinha Real tem uma unidade separada com mergulhadores, a unidade de forças especiais, o Special Boat Service.

#### Frota de escolta

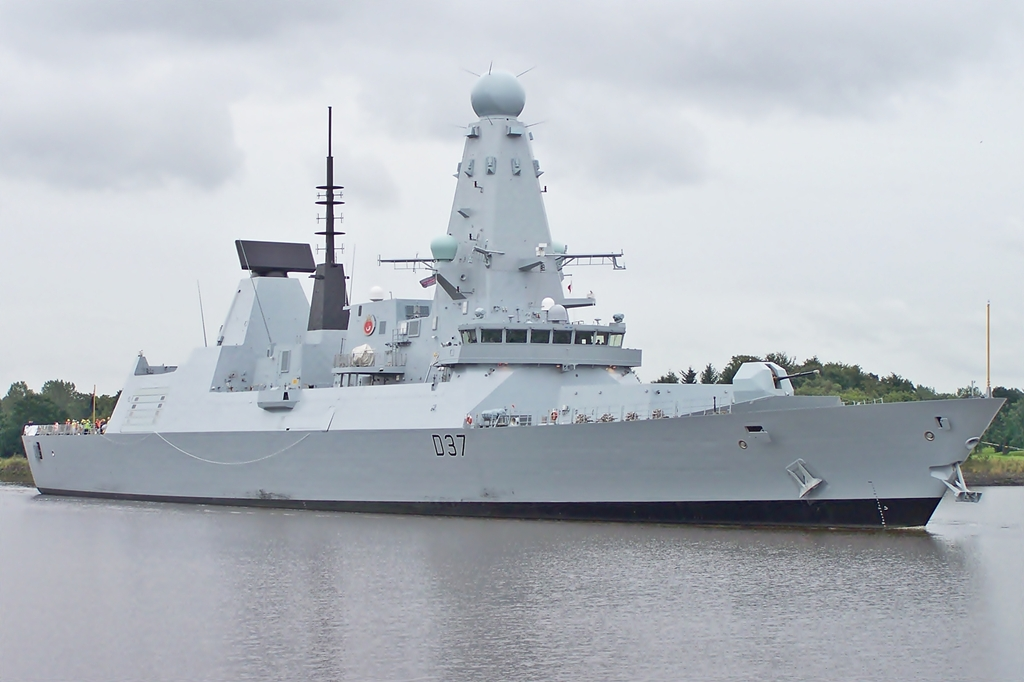
HMS Duncan, o Type 45 destruidor de mísseis guiados.

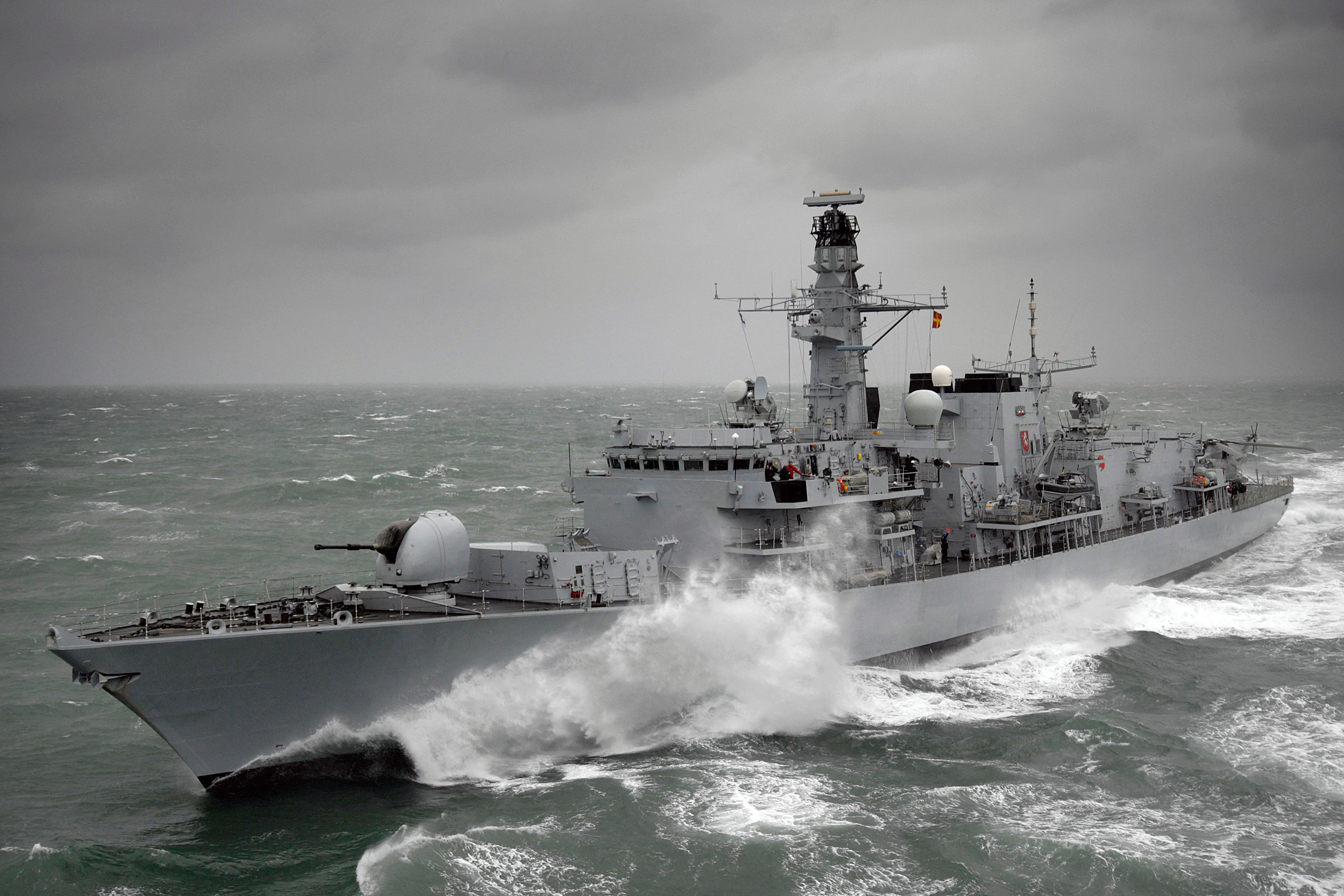
HMS Kent, a fragata Type 23 projetada para guerra antissubmarina.

A frota de escolta compreende destruidores de mísseis guiados e fragatas e é o carro-chefe tradicional da Marinha. Em abril de 2023, havia seis destróieres Type 45 e 11 fragatas Type 23 em serviço ativo. Uma das suas principais funções é fornecer escolta para os navios capitais maiores – protegendo-os de ameaças aéreas, superficiais e subterrâneas. Outras funções incluem a realização de destacamentos permanentes da Marinha Real em todo o mundo, que muitas vezes consistem em: missões antinarcóticos, antipirataria e fornecimento de ajuda humanitária.
O Type 45 foi projetado principalmente para guerra antiaérea e antimísseis e a Marinha Real descreve a missão do destróier como "proteger a Frota de ataques aéreos". Eles estão equipados com o PAAMS (também conhecido como Sea Viper) sistema integrado de guerra antiaérea que incorpora os sofisticados radares de longo alcance SAMPSON e S1850M e os mísseis Aster 15 e 30.
Dezesseis fragatas Type 23 foram entregues à Marinha Real, com o navio final, HMS St Albans, comissionado em junho de 2002. No entanto, a revisão de 2004, Delivering Security in a Changing World, anunciou que três fragatas seriam pagas como parte de um exercício de redução de custos, e estas foram posteriormente vendidas à Armada do Chile. A Strategic Defence and Security Review de 2010 anunciou que as 13 fragatas Type 23 restantes seriam eventualmente substituídas pela Fragata Type 26. A Strategic Defence and Security Review de 2015 reduziu a aquisição do Type 26 para oito, com cinco fragatas Type 31 a serem adquiridas.

#### Navios de contramedidas de minas (MCMV)
Existem duas classes de MCMVs na Marinha Real: três caçadores de minas da classe Sandown e seis navios de contramedidas para minas da classe Hunt. Os navios da classe Hunt combinam as funções separadas do caça-minas tradicional e do caçador de minas ativo em um único casco. Se necessário, as embarcações das classes Sandown e Hunt podem assumir o papel de embarcações de patrulha offshore.

#### Navios de patrulhaoffshore(OPV)
Uma frota de oito navios de patrulha offshore da classe River está em serviço na Marinha Real. Os três navios do Batch 1 da classe servem nas águas do Reino Unido numa função de soberania e proteção das pescas, enquanto os cinco navios do Batch 2 são destacados a longo prazo para Gibraltar, as Caribe, as Ilhas Malvinas e a região Indo-Pacífico. O navio MV Grampian Frontier é alugado da North Star Shipping, com sede na Escócia, para tarefas de patrulha em torno do Território Britânico do Oceano Índico. No entanto, ela não está em serviço na Marinha Real.
Em dezembro de 2019, o navio modificado da classe River do Batch 1, HMS Clyde, foi desativado, com o HMS Forth do Batch 2 assumindo as funções de navio patrulha das Ilhas Malvinas.

#### Navios de pesquisa

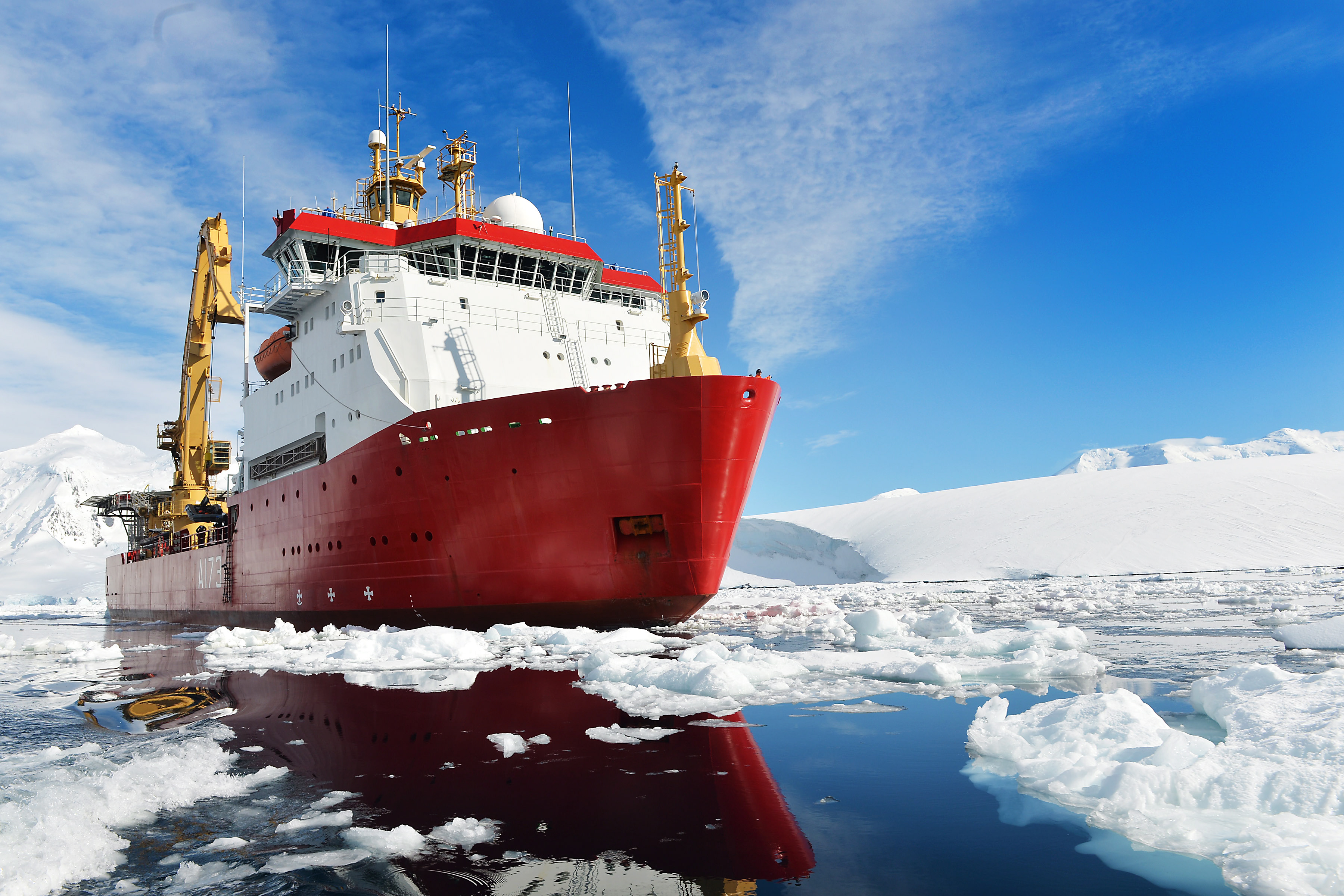
O navio-patrulha HMS Protector, no Território Antártico Britânico.

O HMS Protector é um navio-patrulha dedicado ao Território Antártico Britânico que cumpre o mandato do país de fornecer apoio ao British Antarctic Survey (BAS). O HMS Scott é um navio de pesquisa oceânica e com 13 500 toneladas é um dos maiores navios da Marinha. Desde 2018, o recém-comissionado HMS Magpie também realiza tarefas de pesquisa no mar. O Royal Fleet Auxiliary planeja introduzir dois novos navios multifuncionais de vigilância oceânica, em parte para proteger cabos submarinos e gasodutos e em parte para compensar a retirada de todos os navios de pesquisa oceânicos do serviço da Marinha Real. A primeira dessas embarcações, RFA Proteus, entrou em serviço em outubro de 2023.

#### Royal Fleet Auxiliary
O Royal Fleet Auxiliary (RFA) fornece apoio à Marinha Real no mar em diversas capacidades. Para reabastecimento da frota, utiliza um Fleet Solid Support Ship e seis navios-tanque da frota (dois dos quais são mantidos em reserva). A RFA também possui um navio de treinamento de aviação e recepção de vítimas, que está planejado para ser convertido em um Littoral Strike Ship.
Três docas de transporte anfíbio também estão incorporadas à sua frota. Estes são conhecidos como navios de desembarque da classe Bay, dos quais quatro foram introduzidos em 2006–2007, mas um foi vendido para a Marinha Real Australiana em 2011. Em novembro de 2006, o First Sea Lord Almirante Sir Jonathon Band, descreveu os navios auxiliares da Royal Fleet como "uma grande melhoria na capacidade de combate da Marinha Real".
Em fevereiro de 2023, foi também adquirido um navio comercial para atuar como Multi-Role Ocean Surveillance Ship (MROS) para a proteção de infraestruturas críticas do fundo marinho e outras tarefas. Ela entrou em serviço como RFA Proteus. Um navio adicional, o RFA Stirling Castle, foi adquirido em 2023 para atuar como nave-mãe para sistemas autônomos de caça às minas.

#### Demais navios
A Marinha Real também inclui uma série de ativos menores não comissionados. Em 29 de julho de 2022 a Marinha Real batizou um novo navio experimental, XV Patrick Blackett, que pretende utilizar como plataforma de testes para sistemas autônomos. Embora o navio esteja com a Blue Ensign, ele é tripulado por pessoal da Marinha Real e participará de exercícios da Marinha Real e da OTAN.

### Serviço Submarino

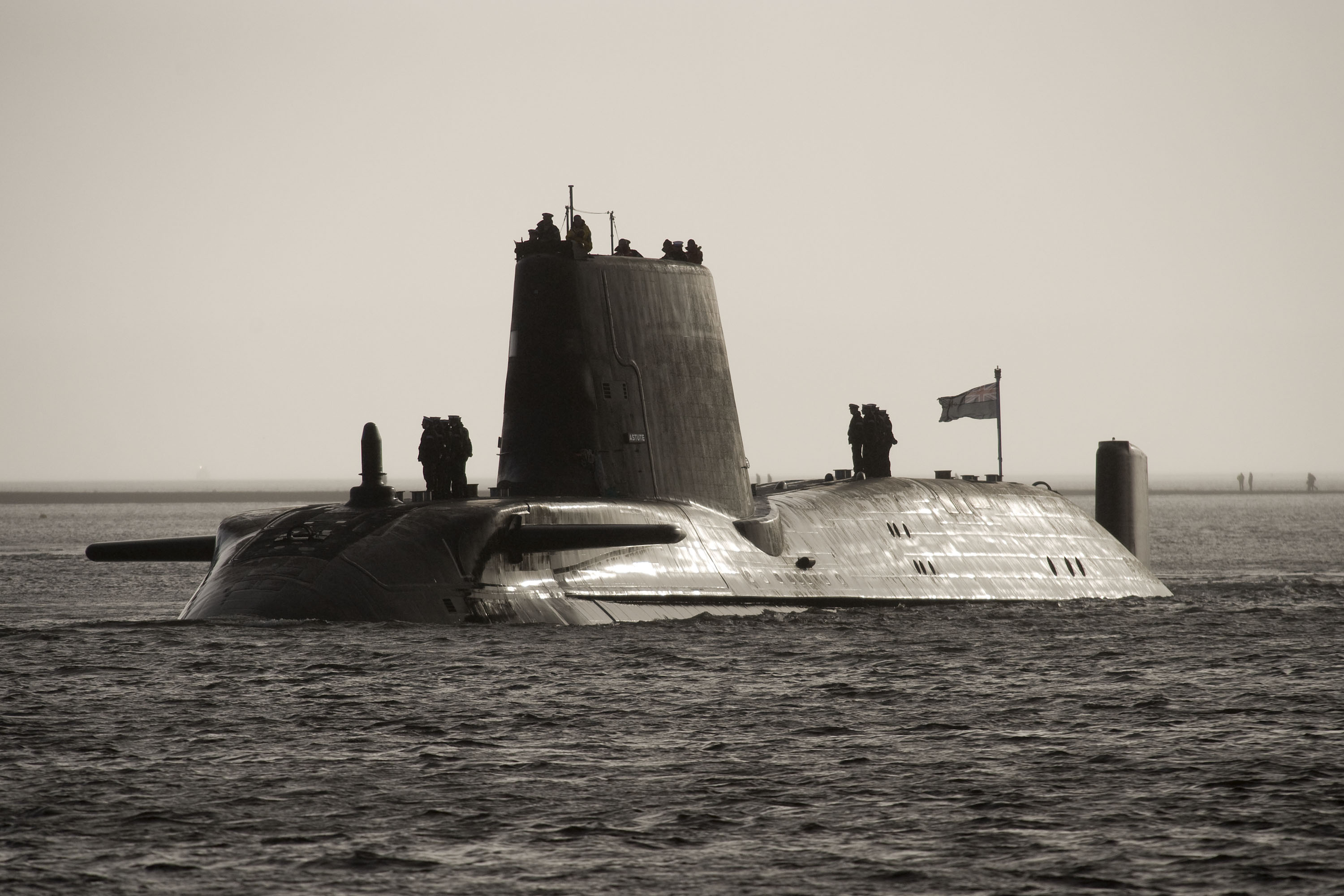
, o primeiro submarino nuclear da classe Astute.

O Serviço de Submarinos é o elemento baseado em submarinos da Marinha Real. Às vezes é chamado de "Serviço Silencioso", já que os submarinos geralmente são obrigados a operar sem serem detectados. Fundada em 1901, a Força fez história em 1982, quando, durante a Guerra das Malvinas, o HMS Conqueror tornou-se o primeiro submarino com propulsão nuclear a afundar um navio de superfície, o ARA General Belgrano. Hoje, todos os submarinos da Marinha Real são movidos a energia nuclear.

#### Submarinos de mísseis balísticos (SSBN)
A Marinha Real opera quatro submarinos de mísseis balísticos da classe Vanguard, deslocando quase 16 000 toneladas e equipados com mísseis Trident II (armado com armas nucleares) e torpedos pesados Spearfish, para realizar a Operação Relentless, o Continuous At Sea Deterrent (CASD) do Reino Unido. O governo do Reino Unido comprometeu-se a substituir estes submarinos por quatro novos submarinos da classe Dreadnought, que entrarão em serviço no “início da década de 2030” para manter esta capacidade.

#### Submarinos da frota (SSN)
Em agosto de 2022, seis submarinos da frota estavam em operação, uma da classe Trafalgar e cinco da classe Astute (uma das quais ainda estava em fase operacional em agosto de 2022). Mais dois submarinos da frota da classe Astute estão programados para entrar em serviço em meados da década de 2020, enquanto o submarino restante da classe Trafalgar será retirado.
A classe Trafalgar desloca aproximadamente 5 300 toneladas quando submersa e está armada com mísseis de ataque terrestre Tomahawk e torpedos Spearfish. A classe Astute com 7 400 toneladas são muito maiores e carregam um número maior de mísseis Tomahawk e torpedos Spearfish. O HMS Anson foi o último barco da classe Astute a ser comissionado.

### Aviação Naval

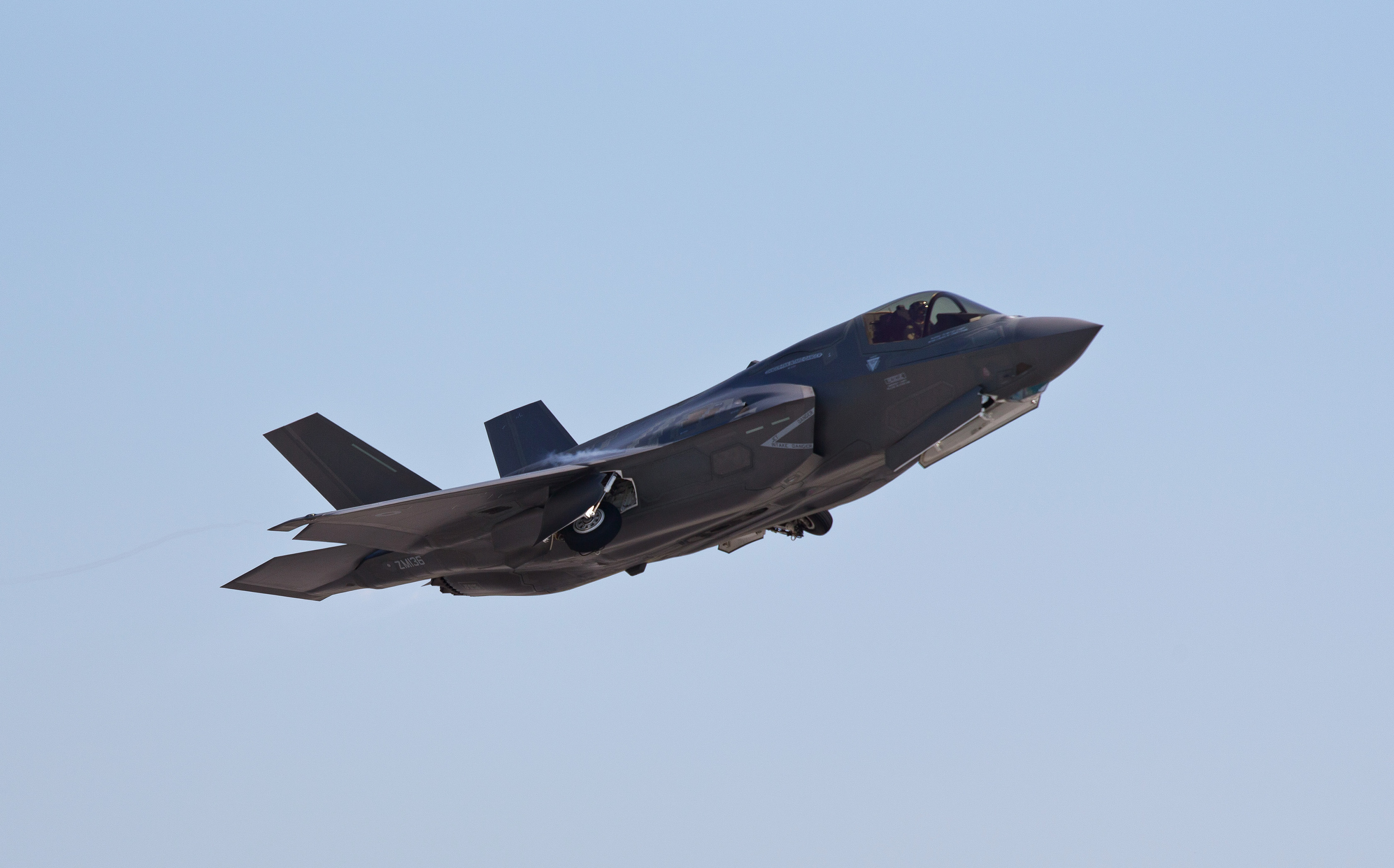
As aeronaves F-35B são operadas a partir do porta-aviões da classe Queen Elizabeth.

O Fleet Air Arm (FAA) é o ramo da Marinha Real responsável pela operação de aeronaves navais, suas raízes remontam a 1912 e à formação do Royal Flying Corps. A Fleet Air Arm opera atualmente o AW-101 Merlin HC4 (em apoio ao 3 Commando Brigade) como Commando Helicopter Force; o AW-159 Wildcat HM2; o AW101 Merlin HM2 na função antissubmarino; e o Lockheed Martin F-35 Lightning II na função de ataque de porta-aviões.
Pilotos designados para pilotar helicópteros treinam na No. 1 Flying Training School RAF (1 FTS) nas instalações da RAF em Shawbury.

### Royal Marines

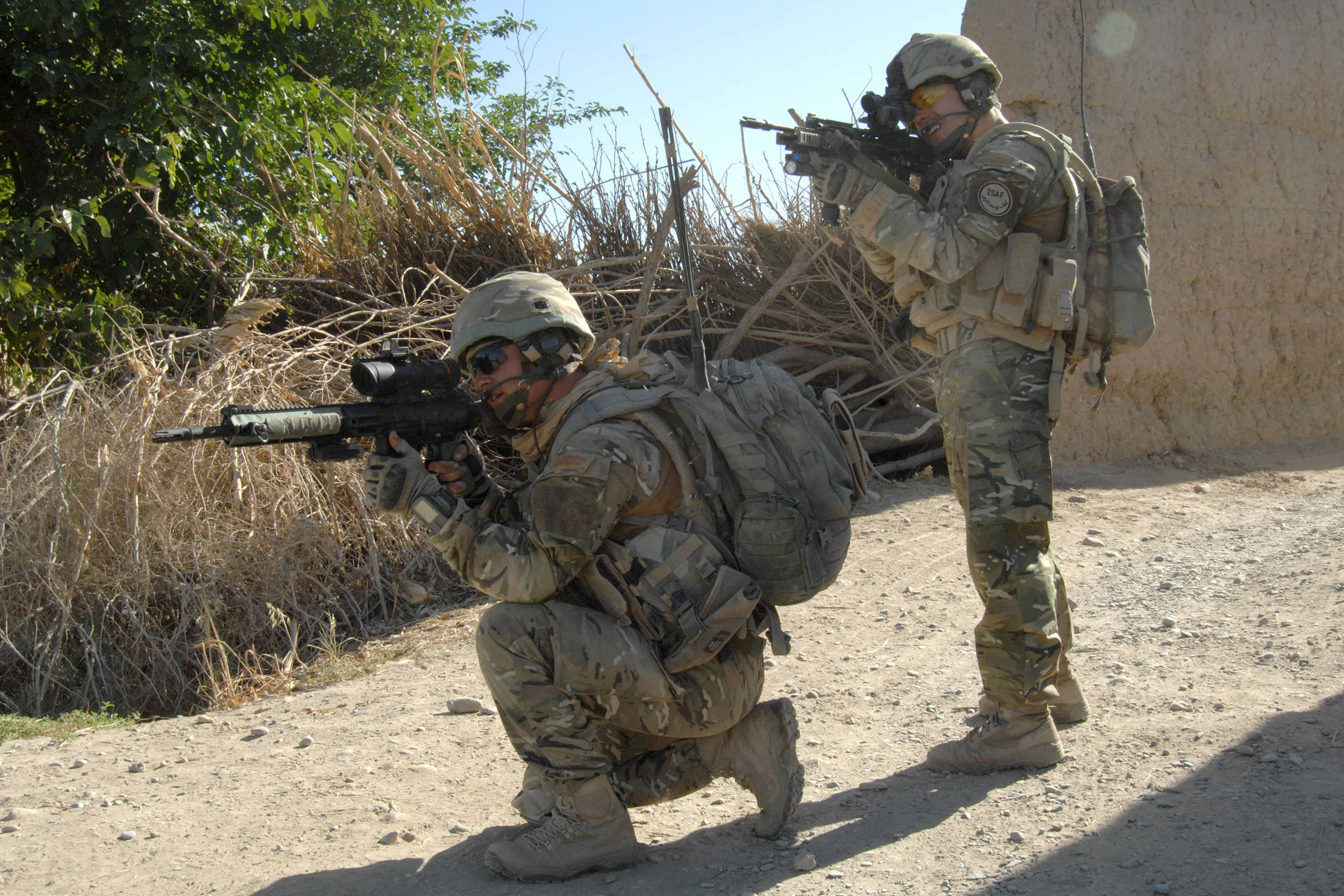
Royal Marines em Sangin no Afeganistão em 2010.

Os Royal Marines são uma força de comandos anfíbia e especializada de infantaria leve, capazes de se deslocar num curto espaço de tempo para apoiar os objetivos militares e diplomáticos do Governo de Sua Majestade no estrangeiro. Os Royal Marines estão organizados em uma brigada de infantaria leve altamente móvel (3 Brigadas de Comando) e 7 Unidades de Comando, incluindo 1 Assault Group Royal Marines, 43 Commando Fleet Protection Group Royal Marines e uma força da companhia junto com o Special Forces Support Group. O Corpo opera em todos os ambientes e climas, embora conhecimentos e treinamento específicos sejam gastos na guerra anfíbia, guerra no Ártico, guerra nas montanhas, guerra expedicionária e junto com a UK's Rapid Reaction Force. Os Royal Marines também são a principal fonte de pessoal para a unidade de forças especiais da Marinha Real, o Special Boat Service (SBS).
O Corpo opera sua própria frota de desembarque e outras embarcações, e também incorpora o Royal Marines Band Service, a ala musical da Marinha Real.
Os Royal Marines participaram de uma série de guerras, muitas vezes lutando ao lado do Exército Britânico; inclusive na Guerra dos Sete Anos, as Guerras Napoleônicas, a Guerra da Crimeia, Primeira Guerra Mundial e Segunda Guerra Mundial. Nos últimos tempos, o Corpo de exército foi implantado em funções de guerra expedicionária, como a Guerra das Malvinas, Guerra do Golfo, Guerra da Bósnia, Guerra do Kosovo, Guerra Civil de Serra Leoa, Guerra do Iraque e a Guerra do Afeganistão. Os Royal Marines têm laços internacionais com as forças marítimas aliadas, particularmente o Corpo de Fuzileiros Navais dos Estados Unidos e o Corpo de Fuzileiros Navais da Holanda (Korps Mariniers).

## Bases navais
A Marinha Real utiliza atualmente três grandes bases navais no Reino Unido, cada uma abrigando sua própria flotilha de navios e barcos prontos para serviço, juntamente com duas estações aéreas navais e uma base de apoio no Bahrein:

### Bases no Reino Unido

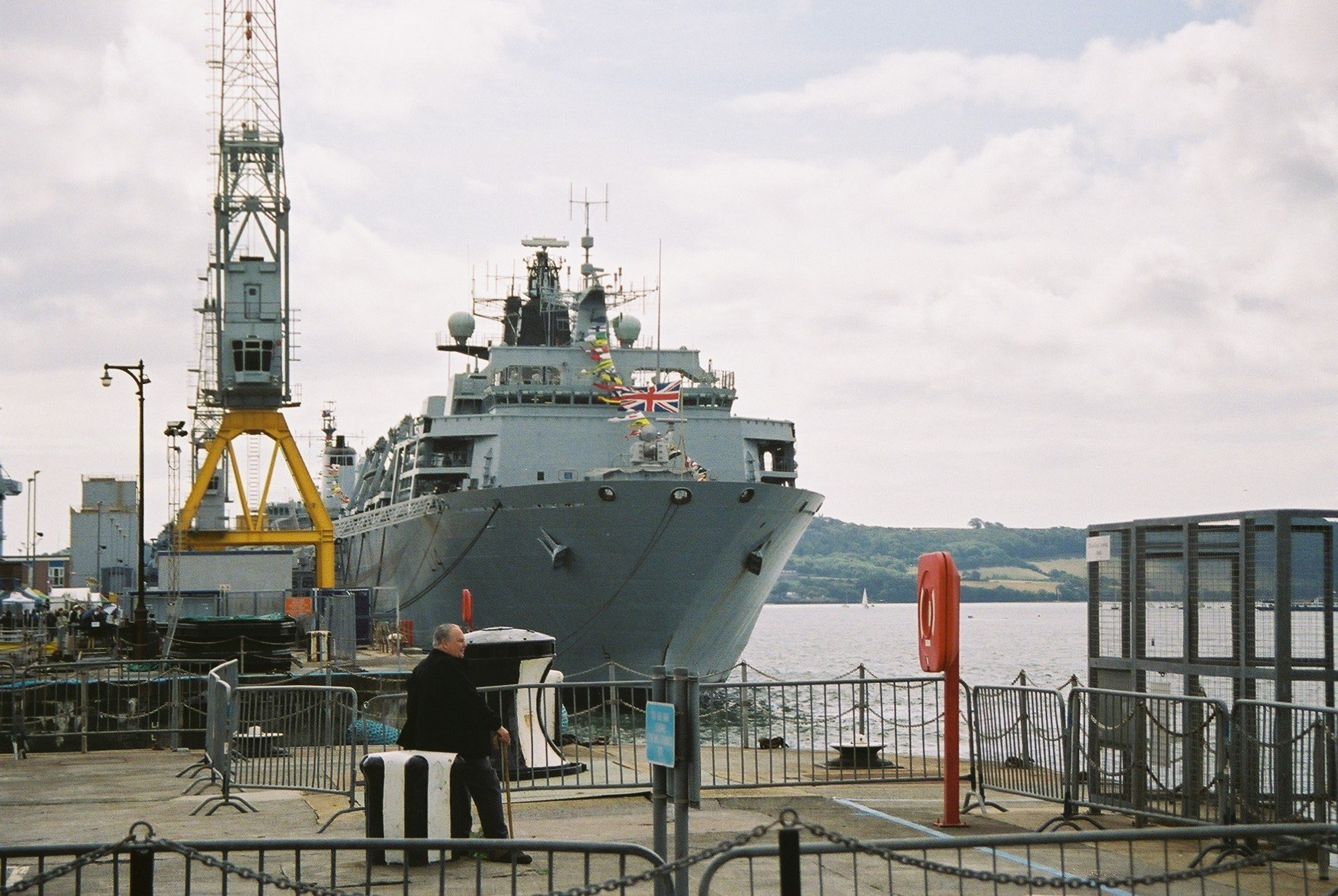
HMS Albion durante o Dia da Marinha do HMNB Devonport em 2006.

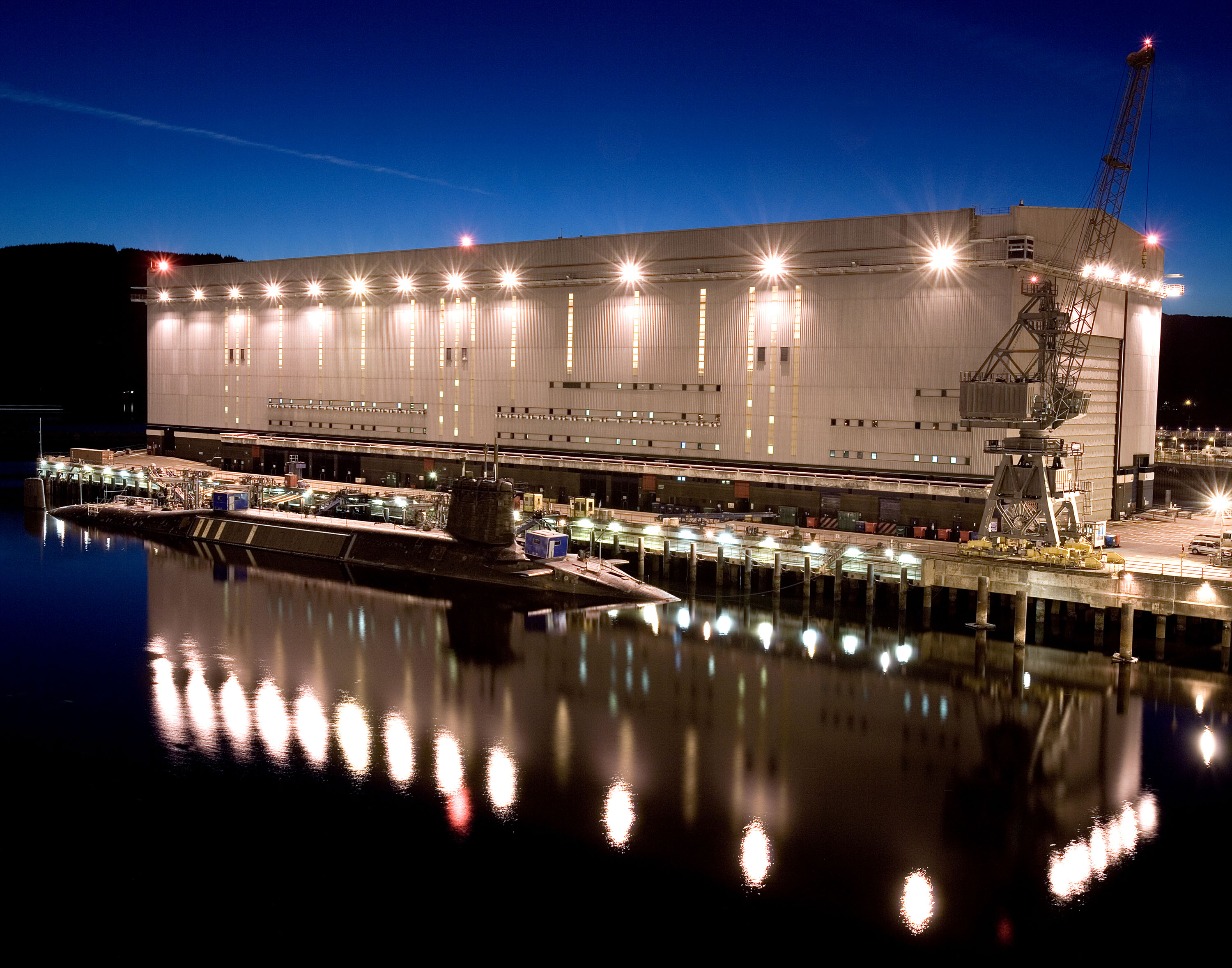
HMS Vigilant ao lado da Base Naval de Faslane.

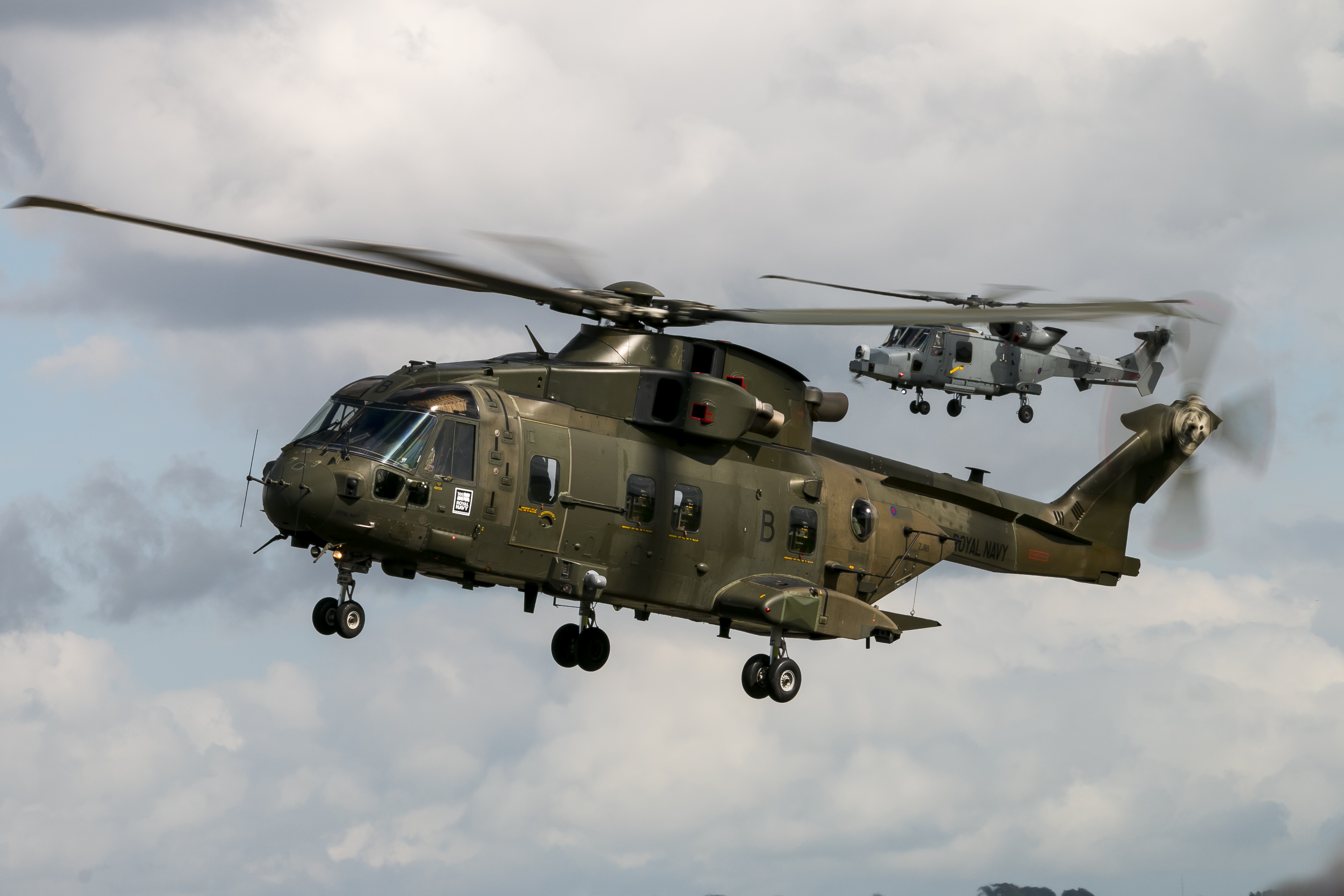
A Merlin HC3 e Wildcat AH1, ambas são parte do Commando Helicopter Force, na RNAS Yeovilton.

- HMNB Devonport (HMS Drake) – Esta é atualmente a maior base naval operacional da Europa Ocidental. A flotilha de Devonport consiste em dois navios de assalto anfíbio do RN (HM Albion e Bulwark), e mais da metade da frota de fragatas Type 23. Devonport também abrigou alguns dos serviços de submarinos do RN, mas agora apenas o único submarino da classe Trafalgar restante.[124][125]
- HMNB Portsmouth (HMS Nelson) – Este é o lar das superportadoras da classe Queen Elizabeth. Portsmouth também é o lar dos destróieres Type 45 e de uma frota moderada de fragatas Type 23, bem como do Overseas Patrol Squadron.[126]
- HMNB Clyde (HMS Neptune) – Ele está situado na Escócia Central, ao longo do Rio Clyde. Faslane é conhecida como o lar da dissuasão nuclear do Reino Unido, enquanto mantém a frota de submarinos de mísseis balísticos da classe Vanguard (SSBN), bem como a frota de submarinos da frota da classe Astute (SSN). Em 2022/23, Faslane se tornará o lar de todos os submarinos da Marinha Real e, portanto, do Serviço de Submarinos da RN. Como resultado, o 43 Commando (Fleet Protection Group) estão estacionados em Faslane ao lado para proteger a base, bem como o Royal Naval Armament Depot em Coulport. Além disso, Faslane também abriga o Faslane Patrol Boat Squadron (FPBS), que opera uma frota de navios de patrulha da classe Archer.[127][128]
- RNAS Yeovilton (HMS Heron) – Yeovilton é o lar do Commando Helicopter Force e do Wildcat Maritime Force.[129][130][131]
- RNAS Culdrose (HMS Seahawk) – Este é o lar dos Mk2 Merlins, encarregados principalmente de conduzir a Guerra antissubmarino (ASW) e o Alerta Aéreo Antecipado (AEW). Culdrose também é atualmente a maior base de helicópteros da Europa.[132]
- HMS Gannet – Anteriormente conhecido como RNAS Prestwick. Anteriormente usado para tarefas de defesa do HMNB Clyde e busca e salvamento, agora é usado principalmente como FOB para os helicópteros ASW Merlins implantados a partir do RNAS Culdrose para apoiar o SSBN e a defesa das tarefas de Clyde.[133]

### Bases no exterior
- UK National Support Element (Bahrein) – O porto de origem dos navios destacados na Operação Kipion e atua como centro das operações da Marinha Real no Golfo Pérsico, Mar Vermelho e Oceano Índico.[134] Os navios baseados lá incluem o 9th Mine Countermeasures Squadron, geralmente um Royal Fleet Auxiliary e (no início de 2023) o HMS Lancaster.[135][136]
- UK Joint Logistics Support Base (Omã) – Uma instalação de apoio logístico estrategicamente localizada no Médio Oriente, mas fora do Golfo Pérsico.[137]
- British Defence Singapore Support Unit (Singapura) – Um remanescente do HMNB Singapura que repara e reabastece navios da Marinha Real na Ásia-Pacífico.[138]
- HMNB Gibraltar – Um atual estaleiro da Marinha Real em Gibraltar que ainda é usado para atracação, reparos, treinamento e reabastecimento.[139] Os navios permanentemente baseados no Esquadrão de Gibraltar incluem o navio de patrulha offshore, HMS Trent e os barcos de patrulha rápidos da classe Cutlass, HMS Cutlass e HMS Dagger.[140]
- Mare Harbour (Ilhas Malvinas) – Serve como instalação portuária da RAF Mount Pleasant, a principal base britânica nas Ilhas Malvinas. Mare Harbour incorpora vários berços que apoiam a Marinha Real e navios de serviços marítimos que operam no Atlântico Sul. A instalação também apoia o navio do British Antarctic Survey, RRS Sir David Attenborough, quando ele opera em águas antárticas durante o verão regional.[141]

O papel atual da Marinha Real é proteger os interesses britânicos no país e no exterior, executando as políticas externas e de defesa do Governo de Sua Majestade através do exercício do efeito militar, atividades diplomáticas e outras atividades de apoio a esses objetivos. A Marinha Real é também um elemento-chave da contribuição britânica para a OTAN, com uma série de meios atribuídos a tarefas da OTAN a qualquer momento. Esses objetivos são alcançados por meio de uma série de recursos principais:
- Manutenção da dissuasão nuclear do Reino Unido através de uma política de dissuasão contínua no mar;
- Fornecimento de dois grupos de trabalho marítimo de média escala com o Fleet Air Arm;
- Entrega da força de Comando do Reino Unido;
- Contribuição de ativos para o Joint Helicopter Command;
- Manutenção dos compromissos de patrulha permanente;
- Fornecimento de capacidade de contramedidas de minas para o Reino Unido e compromissos aliados;
- Fornecimento de serviços hidrográficos e meteorológicos implantáveis em todo o mundo;
- Proteção da Zona económica exclusiva da Grã-Bretanha.

### Implantações atuais

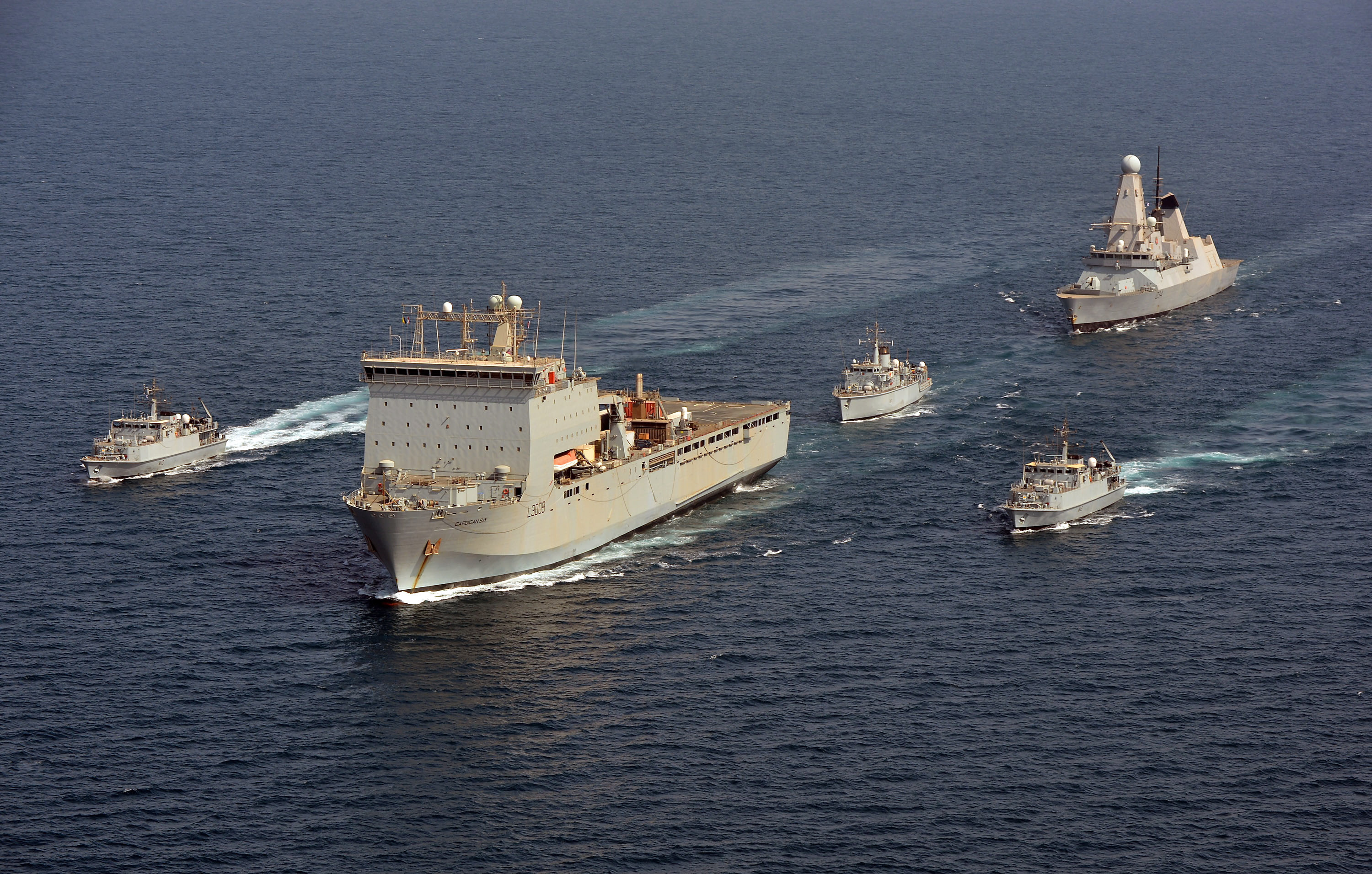
A presença da Marinha Real no Golfo Pérsico normalmente inclui um destróieres Type 45 e um esquadrão de caçadores de minas apoiado por uma nave-mãe RFA Classe Bay.

A Marinha Real está atualmente implantada em diferentes áreas do mundo, incluindo algumas implantações permanentes da Marinha Real. Isso inclui várias tarefas domésticas, bem como implantações no exterior. A Marinha está destacada no Mediterrâneo como parte de destacamentos permanentes da OTAN, incluindo contramedidas contra minas e o Grupo Marítimo 2 da OTAN. Tanto no Atlântico Norte quanto no Atlântico Sul, embarcações do RN estão patrulhando. Há sempre um navio patrulha das Ilhas Malvinas em implantação, atualmente HMS Forth.
A Marinha Real opera um Response Force Task Group (um produto da Revisão Estratégica de Defesa e Segurança de 2010), que está preparada para responder globalmente a tarefas de curto prazo em uma série de atividades de defesa, como operações de evacuação de não combatentes, ajuda humanitária ou operações anfíbias. Em 2011, o primeiro destacamento do grupo de trabalho ocorreu sob o nome COUGAR 11, que os viu transitar pelo Mediterrâneo onde participaram em exercícios anfíbios multinacionais antes de se deslocarem mais para leste através do Canal de Suez para novos exercícios no Oceano Índico.
No Golfo Pérsico, a RN mantém compromissos de apoio aos esforços nacionais e da coligação para estabilizar a região. A Armilla Patrol, iniciada em 1980, é o principal compromisso da Marinha com a região do Golfo. A Marinha Real também contribui para as forças marítimas combinadas no Golfo em apoio às operações da coligação. O Comandante do Componente Marítimo do Reino Unido, superintendente de todos os navios de guerra de Sua Majestade no Golfo Pérsico e nas águas circundantes, também é vice-comandante da Combined Maritime Forces. A Marinha Real foi responsável por treinar a nova Marinha do Iraque e garantir a segurança dos terminais petrolíferos do Iraque após a cessação das hostilidades no país. A Iraqi Training and Advisory Mission (Umm Qasr), chefiado por um capitão da Marinha Real, foi responsável pela primeira função, enquanto o comandante da Task Force Iraqi Maritime, um comodoro da Marinha Real, foi responsável pela última.
A Marinha Real contribui para a formação permanente da OTAN e mantém forças como parte da Força de Resposta da OTAN. O RN também tem um compromisso de longa data de apoiar os países do Cinco Acordos de Força de Defesa e, como resultado, ocasionalmente desloca-se para o Extremo Oriente. Esta implantação normalmente consiste em uma fragata e um navio de pesquisa, operando separadamente. A Operação Atalanta, a operação antipirataria da União Europeia no Oceano Índico, é comandada permanentemente por um oficial sênior da Marinha Real ou da Marinha Real no Quartel-General de Northwood e a Marinha contribui com navios para a operação.
A partir de 2015, a Marinha Real também reformou seu UK Carrier Strike Group (UKCSG) depois de ter sido dissolvido em 2011 devido à aposentadoria do HMS Ark Royal e do Harrier GR9. Os porta-aviões da classe Queen Elizabeth constituem a parte central desta formação, apoiados por diversas escoltas e navios de apoio, com o objetivo de facilitar a projeção de poder possibilitada pelos porta-aviões. O UKCSG reuniu-se pela primeira vez no mar em outubro de 2020, como parte de um ensaio para o seu primeiro destacamento operacional em 2021.
Em 2019, a Marinha Real anunciou a formação de dois Littoral Response Groups como parte de uma transformação das suas forças anfíbias. Estes grupos de trabalho avançados, com capacidade para operações especiais, deverão ser rapidamente destacados e capazes de executar uma série de tarefas no litoral, incluindo ataques e ataques de precisão. O primeiro, com sede na Europa, entrou em operação em 2021, enquanto o segundo estará baseado no Indo-Pacífico a partir de 2023. Eles giram em torno de dois navios de assalto anfíbio da Marinha, navios auxiliares anfíbios da Royal Fleet Auxiliary, elementos da Marinha Real e unidades de apoio.

## Comando, controle e organização
O chefe titular da Marinha Real é o Lord High Admiral, uma posição que foi ocupada pelo Duque de Edimburgo de 2011 até sua morte em 2021 e permanece pertencente à Coroa e ocupada pessoalmente pelo Monarca reinante (atualmente Rei Charles III). O cargo foi ocupado pela Rainha Elizabeth II de 1964 a 2011; o Soberano é o Comandante-em-Chefe das Forças Armadas do Reino Unido. O chefe profissional do Serviço Naval é o First Sea Lord, um almirante e membro do Conselho de Defesa do Reino Unido. O Conselho de Defesa delega a gestão do Serviço Naval ao Conselho do Almirantado, presidido pelo Secretário de Estado da Defesa, que dirige o Conselho da Marinha, um subcomitê do Conselho do Almirantado composto apenas por oficiais da Marinha e funcionários públicos do Ministério da Defesa. Todos eles estão baseados no Edifício Principal do Ministério da Defesa em Londres, onde o First Sea Lord, também conhecido como Chefe do Estado-Maior Naval, é apoiado pelo Departamento do Estado-Maior Naval.

### Organização
O Comandante da Frota é responsável pelo fornecimento de navios, submarinos e aeronaves prontos para quaisquer operações que o Governo exija. O Comandante da Frota exerce sua autoridade através do Quartel-General do Comando da Marinha, baseado na HMS Excellent em Portsmouth. Uma sede operacional, a Sede Northwood, em Northwood, Londres, está co-localizado com o Quartel-General Conjunto Permanente das Forças Armadas do Reino Unido e um Comando Regional da OTAN, o Comando Marítimo Aliado.
A Marinha Real foi a primeira das três forças armadas a combinar o pessoal e o comando de treinamento, sob o Diretor de Pessoal, com o comando operacional e político, combinando o Quartel-General do Comandante-em-Chefe, da Frota e do Comando Naval em uma única organização, o Comando da Frota, em 2005 e tornando-se Comando da Marinha em 2008. Dentro do comando combinado, o Second Sea Lord continua a atuar como Oficial Principal de Pessoal. Anteriormente, o Flag Officer Sea Training fazia parte da lista de nomeações de alto escalão no Comando da Marinha, no entanto, como parte do Programa de Transformação do Comando da Marinha, o posto foi reduzido de Contra-Almirante para Comodoro, renomeado como Comandante da Frota de Treinamento Operacional Marítimo.
As nomeações seniores do Comando Naval são:
| Rank                                               | Nome                               | Posição                                                          |                                    |                                    |                                    |
| Chefe Profissional da Marinha Real                 | Chefe Profissional da Marinha Real | Chefe Profissional da Marinha Real                               | Chefe Profissional da Marinha Real | Chefe Profissional da Marinha Real | Chefe Profissional da Marinha Real |
| -------------------------------------------------- | ---------------------------------- | ---------------------------------------------------------------- | ---------------------------------- | ---------------------------------- | ---------------------------------- |
| Almirante                                          | Sir Ben Key                        | First Sea Lord e Chefe do Estado-Maior Naval                     |                                    |                                    |                                    |
| Comandante da Frota                                |                                    |                                                                  |                                    |                                    |                                    |
| Vice-almirante                                     | Andrew Burns                       | Comandante da Frota                                              |                                    |                                    |                                    |
| Contra-almirante                                   | Edward Ahlgren                     | Comandante de Operações Navais                                   |                                    |                                    |                                    |
| Contra-almirante                                   | Robert Pedre                       | Comandante da United Kingdom Strike Force                        |                                    |                                    |                                    |
| Second Sea Lord e Vice-Chefe do Estado-Maior Naval |                                    |                                                                  |                                    |                                    |                                    |
| Vice-almirante                                     | Martin Connell                     | Second Sea Lord e Vice-Chefe do Estado-Maior Naval               |                                    |                                    |                                    |
| Contra-almirante                                   | James Parkin                       | Chefe Adjunto do Estado-Maior Naval e Diretor de Desenvolvimento |                                    |                                    |                                    |
| Contra-almirante                                   | Anthony Rimington                  | Diretor de Estratégia e Política                                 |                                    |                                    |                                    |
| Contra-almirante                                   | Jude Terry                         | Diretor de Gente e Treinamento / Secretário Naval                |                                    |                                    |                                    |
| O Venerável                                        | Andrew Hillier                     | Capelão da Frota                                                 |                                    |                                    |                                    |

O Comandante General da Marinha Real Britânica era anteriormente um posto de major-general e encarregado de liderar operações de guerra anfíbia. Desde que o Tenente-general Robert Magowan foi nomeado pela segunda vez, o cargo é uma responsabilidade adicional para um alto funcionário da Marinha Real que exerce outras funções. O atual CG RM é o General Gwyn Jenkins, Vice-Chefe do Estado-Maior de Defesa.
O apoio de inteligência às operações da frota é fornecido por seções de inteligência nos vários quartéis-generais e pela Inteligência do Ministério da Defesa, renomeado de Equipe de Inteligência de Defesa no início de 2010.

### Localizações

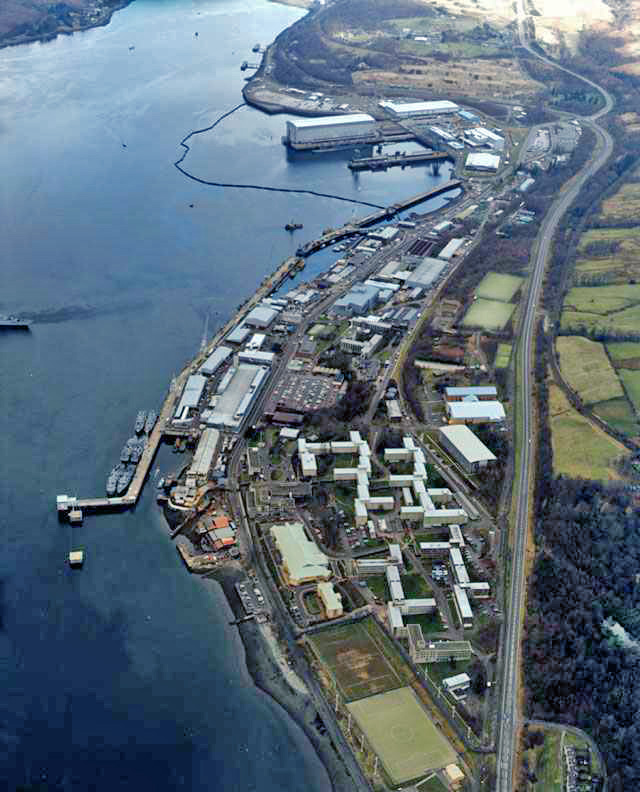
HMNB Clyde, Faslane, lar dos submarinos da classe Vanguard.

A Marinha Real historicamente dividiu o planeta em uma série de estações, cujo número e limites mudaram ao longo do tempo. As antigas estações da Marinha Real incluíam a Estação das Índias Orientais (1744–1831); Estação das Índias Orientais e China (1832–1865); Estação das Índias Orientais (1865–1913); Estação Egito e Índias Orientais (1913–1918); Estação das Índias Orientais (1918–1941). Em resposta ao aumento das ameaças japonesas, a Estação separada das Índias Orientais foi fundida com a Estação China em dezembro de 1941, para formar a Frota Oriental. Mais tarde, a Frota Oriental tornou-se a Frota das Índias Orientais. Em 1952, após o fim da Segunda Guerra Mundial, a Frota das Índias Orientais tornou-se a Frota do Extremo Oriente.
A Marinha Real opera atualmente a partir de três bases no Reino Unido, onde estão baseados os navios comissionados; Portsmouth, Clyde e Devonport, Plymouth — Devonport é a maior base naval operacional do Reino Unido e da Europa Ocidental. Cada base hospeda um comando de flotilha sob ordens de um comodoro, responsável pelo fornecimento de capacidade operacional utilizando os navios e submarinos da flotilha. 3 Commando Brigade dos Royal Marines é igualmente comandado por um brigadeiro e baseado em Plymouth.
A Marinha Real tem historicamente mantido estaleiros da Marinha Real em todo o mundo. Os estaleiros da Marinha Real são portos onde os navios são reformados e reformados. Apenas quatro estão operando hoje; em Devonport, Faslane, Rosyth e em Portsmouth. Uma Revisão da Base Naval foi realizada em 2006 e no início de 2007, sendo o resultado anunciado pelo Secretário de Estado da Defesa, Des Browne, confirmando que tudo permaneceria, no entanto, algumas reduções na mão de obra foram previstas.
A academia onde ocorre o treinamento inicial para futuros oficiais da Marinha Real é a Britannia Royal Naval College, localizado em uma colina com vista para Dartmouth, Devon. O treinamento básico para classificações futuras ocorre no HMS Raleigh em Torpoint, Cornwall, perto de HMNB Devonport.
Um número significativo de pessoal naval está empregado no Ministério da Defesa, Equipamento e Apoio de Defesa e em intercâmbio com o Exército e a Royal Air Force. Pequenos números também estão em intercâmbio com outros departamentos governamentais e com frotas aliadas, como a Marinha dos Estados Unidos. A Marinha também destaca pessoal em pequenas unidades em todo o mundo para apoiar as operações em curso e manter compromissos permanentes. Dezenove pessoas estão estacionadas em Gibraltar para apoiar o pequeno Esquadrão de Gibraltar, o único esquadrão ultramarino permanente do RN. Parte do pessoal também está baseado no East Cove Military Port e na RAF Mount Pleasant nas Ilhas Malvinas para apoiar o APT(S). Um pequeno número de funcionários está baseado em Diego Garcia (Naval Party 1002), Miami (NP 1011 – AUTEC), Singapura (NP 1022), Dubai (NP 1023) e outros lugares.
Em 6 de dezembro de 2014, o Ministério das Relações Exteriores anunciou que iria expandir as instalações navais do Reino Unido no Bahrein para apoiar navios maiores da Marinha Real implantados no Golfo Pérsico. Depois de concluída, tornou-se a primeira base militar permanente do Reino Unido localizada a leste de Suez desde que foi retirada da região em 1971. A base é supostamente grande o suficiente para acomodar destróieres Type 45 e porta-aviões da classe Queen Elizabeth.

## Títulos e nomenclatura

### Da Marinha

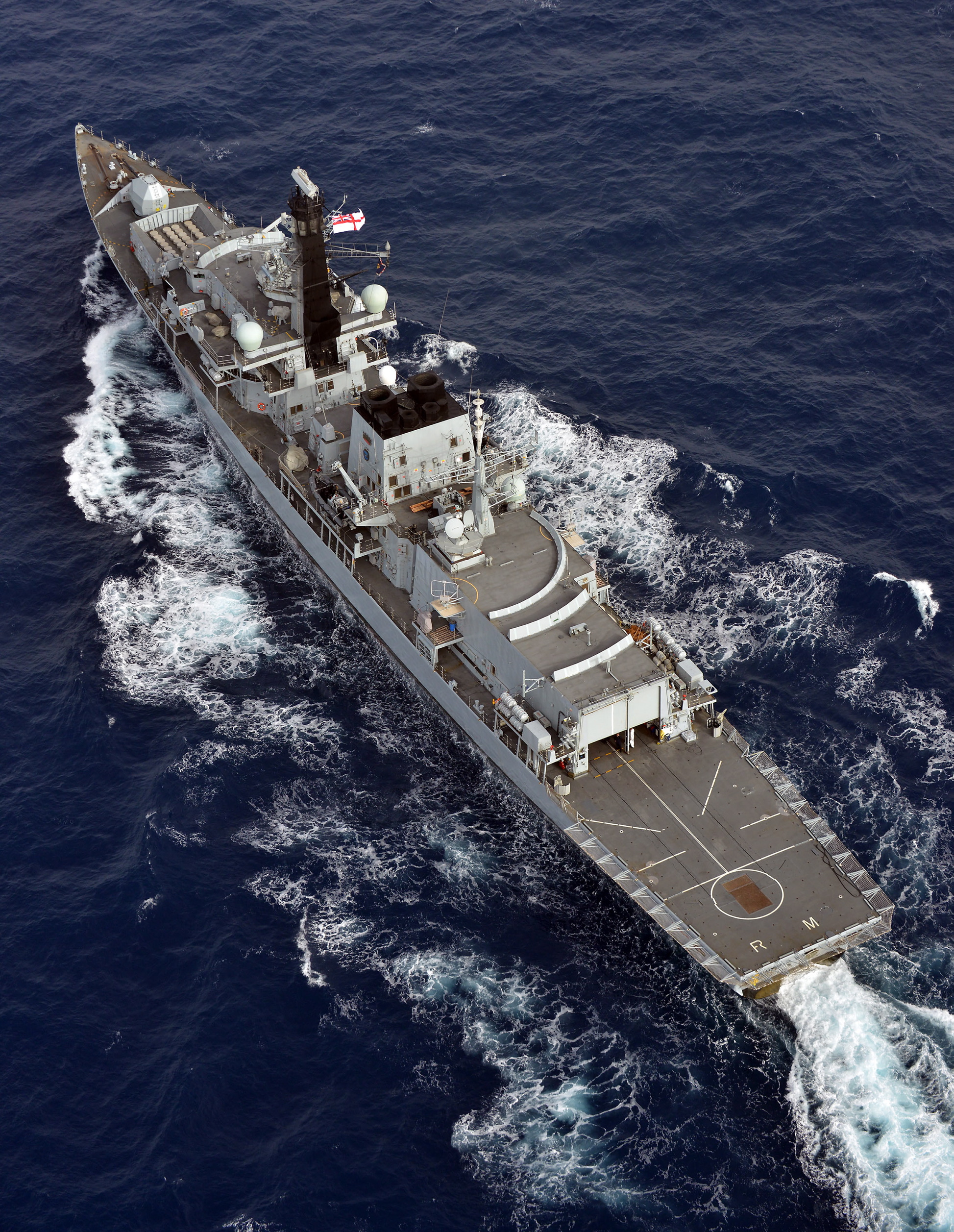
As fragatas Type 23, também conhecidas como classe Duke, têm o nome de Duques britânicos.

A marinha era conhecida como "Marinha Real" na época de sua fundação em 1546, e este título permaneceu em uso durante o período Stuart. Durante o interregno a comunidade, sob mando de Oliver Cromwell, substituiu muitos nomes e títulos históricos, com a frota então conhecida como "Marinha da Commonwealth". A marinha foi renomeada novamente após a restauração em 1660 para o título atual.
Hoje, a marinha do Reino Unido é comumente chamada de "Marinha Real", tanto no Reino Unido quanto em outros países. Os navios de outros países da Commonwealth onde o monarca britânico também é Chefe de Estado incluem o seu nome nacional, por ex. Marinha Real Australiana. Alguns navios de outras monarquias, como o Koninklijke Marine (Marinha Real Neerlandesa), também são chamados de "Marinha Real" em seu próprio idioma. A Marinha Nacional Francesa, apesar de a França ser uma república desde 1870, é frequentemente apelidada de "La Royale".

### De navios
Os navios da Marinha Real em comissão são prefixados desde 1789 com o Navio de Sua Majestade, abreviado para "HMS"; por exemplo, HMS Beagle. Os submarinos são denominados HM Submarine, também abreviado como "HMS". Os nomes são atribuídos a navios e submarinos por um comitê de nomenclatura dentro do Ministério da Defesa e dados por classe, com os nomes dos navios dentro de uma classe muitas vezes sendo temáticos (por exemplo, os Type 23, têm o nome de Duques britânicos) ou tradicional (por exemplo, todos os porta-aviões da classe Invincible levam nomes de navios históricos famosos). Os nomes são frequentemente reutilizados, oferecendo a um novo navio a rica herança, honras de batalha e tradições de seus antecessores. Frequentemente, uma determinada classe de navio receberá o nome do primeiro navio desse tipo a ser construído. Além de um nome, cada navio e submarino da Marinha Real e da Royal Fleet Auxiliary recebe um número de flâmula que em parte denota sua função. Por exemplo, o destróier HMS Daring (D32) exibe o número da flâmula 'D32'.

## Classificações e insígnias
As patentes e insígnias da Marinha Real fazem parte do uniforme da Marinha Real. O uniforme da Marinha Real é o padrão no qual se baseiam muitos dos uniformes dos outros navios nacionais do mundo (por exemplo, patentes e insígnias de oficiais da Marinha da OTAN, uniformes da Marinha dos Estados Unidos, uniformes da Marinha Real Canadense, uniformes da Marinha Nacional Francesa).
| Código da OTAN                                                      | OF–10              | OF–9      | OF–8           | OF–7             | OF–6     | OF–5    | OF–4       | OF–3               | OF–2    | OF–1         | OF–1                | OF–1                | OF(D)  |
| ------------------------------------------------------------------- | ------------------ | --------- | -------------- | ---------------- | -------- | ------- | ---------- | ------------------ | ------- | ------------ | ------------------- | ------------------- | ------ |
| Serviço Naval de Sua Majestade Insígnia de classificação de dragona |                    |           |                |                  |          |         |            |                    |         |              |                     |                     |        |
| Título                                                              | Almirante da frota | Almirante | Vice-almirante | Contra-almirante | Comodoro | Capitão | Comandante | Tenente-Comandante | Tenente | Subtenente   | Aspirante a oficial | Aspirante a oficial | Cadete |
| Abreviação                                                          | Adm. of the Fleet  | Adm       | VAdm           | RAdm             | Cdre     | Capt    | Cdr        | Lt Cdr             | Lt      | Sub Lt / SLt | Mid                 | Mid                 | OC     |

| Código da OTAN            | OR–9         | OR–8         | OR–7             | OR–6       | OR–5       | OR–4           | OR–2        |
| ------------------------- | ------------ | ------------ | ---------------- | ---------- | ---------- | -------------- | ----------- |
| Reino Unido Rank Insignia |              |              |                  |            |            |                |             |
| Título                    | Subtenente 1 | Subtenente 2 | Suboficial Chefe | Suboficial | Suboficial | Leading Rating | Able Rating |
| Abreviação                | WO1          | WO2          | CPO              | PO         | PO         | LH             | AB          |

## Costumes e tradições

### Tradições
A Marinha Real tem vários costumes e tradições formais, incluindo o uso de insígnias e distintivos de navios. Os navios da Marinha Real têm várias insígnias usadas durante o trajeto e no porto. Os navios e submarinos comissionados usam a White Ensign na popa durante o dia e no mastro principal durante a navegação. Quando ao lado, a Union Jack é retirada do mastro na proa, e só pode ser voado para sinalizar que uma corte marcial está em andamento ou para indicar a presença de um almirante da frota a bordo (incluindo o Lord High Admiral ou o monarca).
A Revisão da Frota é uma tradição irregular de montar a frota perante o monarca. A primeira revisão registrada foi realizada em 1400, e a revisão mais recente de 2022 foi realizada em 28 de junho de 2005 para marcar o bicentenário da Batalha de Trafalgar; 167 navios de muitas nações diferentes compareceram, com a Marinha Real fornecendo 67.

### "Jackspeak"
Existem várias tradições menos formais, incluindo apelidos de serviço e gírias navais, conhecidas como "Jackspeak". Os apelidos incluem "The Andrew" (de origem incerta, possivelmente em homenagem a um zeloso membro da imprensa) e "The Senior Service". Os marinheiros britânicos são chamados de "Jack" (ou "Jenny"), ou mais amplamente como "Matelots". Os Royal Marines são carinhosamente conhecidos como "Bootnecks" ou muitas vezes apenas como "Royals". Um compêndio de gírias navais foi reunido pelo Comandante A.T.L. Covey-Crump e seu nome tornaram-se objeto de gíria naval: Covey-Crump. Um jogo tradicionalmente jogado pela Marinha é o jogo de tabuleiro para quatro jogadores conhecido como "Uckers". É semelhante ao Ludo e é considerado fácil de aprender, mas difícil de jogar bem.

## Cadetes da Marinha
A Marinha Real patrocina ou apoia três organizações juvenis:
- Volunteer Cadet Corps – consistindo no Royal Naval Volunteer Cadet Corps e no Royal Marines Volunteer Cadet Corps, o VCC foi a primeira organização juvenil oficialmente apoiada ou patrocinada pelo Almirantado em 1901.[191]
- Combined Cadet Force – nas escolas, especificamente na Seção da Marinha Real e na Seção dos Royal Marines.[192]
- Sea Cadets – apoio a adolescentes interessados em assuntos navais, composto pelos Sea Cadets e Royal Marines Cadets.[193]

As organizações acima são de responsabilidade do ramo CUY de Commander Core Training and Recruiting (COMCORE) que se reporta ao Flag Officer Sea Training (FOST).

## Na cultura popular
A Marinha Real do Século XVIII é retratada em muitos romances e vários filmes que dramatizam a viagem e o motim no HMS Bounty. As campanhas napoleônicas da Marinha Real no início do Século XIX também são um tema popular em romances históricos. Algumas das mais conhecidas são a série Aubrey-Maturin de Patrick O'Brian e as crônicas de Horatio Hornblower de C. S. Forester.
A Marinha também pode ser vista em vários filmes. O espião fictício James Bond é comandante da Royal Naval Volunteer Reserve (RNVR). A Marinha Real é destaque em The Spy Who Loved Me quando um submarino com mísseis balísticos nucleares é roubado, e em Tomorrow Never Dies, quando o magnata da mídia Elliot Carver afunda um navio de guerra da Marinha Real na tentativa de desencadear uma guerra entre o Reino Unido e a República Popular da China. Master and Commander: The Far Side of the World foi baseado na série Aubrey-Maturin de Patrick O'Brian. A série de filmes Pirates of the Caribbean também inclui a Marinha como a força que persegue os piratas de mesmo nome. Noël Coward dirigiu e estrelou seu próprio filme In Which We Serve, que conta a história da tripulação do fictício HMS Torrin durante a Segunda Guerra Mundial. Foi concebido como um filme de propaganda e foi lançado em 1942. Coward estrelou como o capitão do navio, com papéis coadjuvantes de John Mills e Richard Attenborough.
Os romances Hornblower de C. S. Forester foram adaptados para a televisão. A Marinha Real foi o tema da série dramática de televisão da BBC dos anos 1970, Warship, e de um documentário em cinco partes, Shipmates, que acompanhava o funcionamento da Marinha Real no dia a dia.
Os documentários televisivos sobre a Marinha Real incluem: Empire of the Seas: How the Navy Forged the Modern World, um documentário em quatro partes que retrata a ascensão da Grã-Bretanha como superpotência naval, até a Primeira Guerra Mundial; Sailor, sobre a vida no porta-aviões HMS Ark Royal; e Submarine, sobre o curso de formação de capitães de submarinos, ‘The Perisher’. Também houve documentários do Canal 5, como Royal Navy Submarine Mission, seguindo um submarino da frota com propulsão nuclear.
A série de comédia de rádio do BBC Light Program The Navy Lark apresentava um navio de guerra fictício ("HMS Troutbridge") e funcionou de 1959 a 1977.